# Biserica de lemn din Vălenii Șomcutei

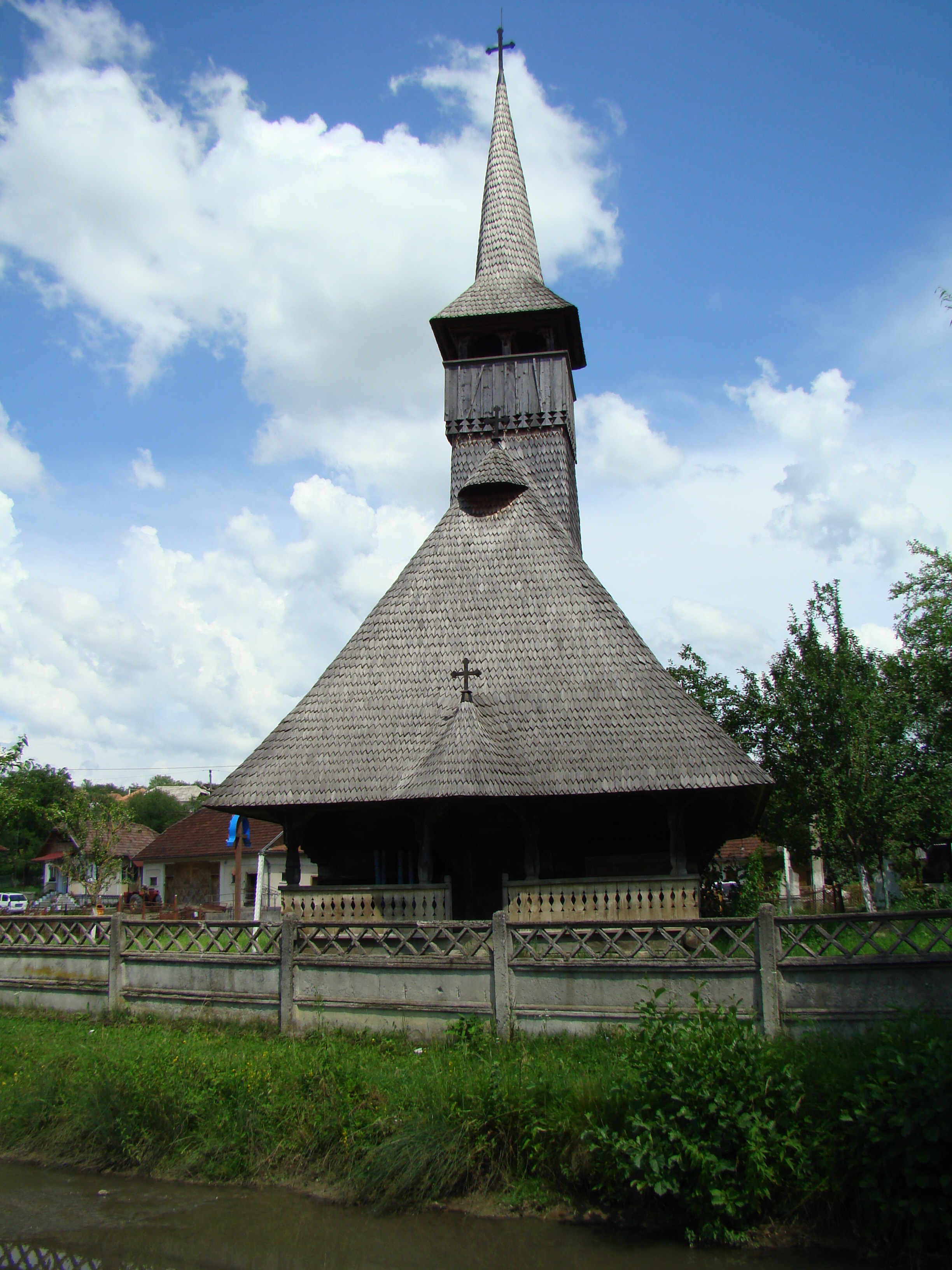
Biserica de lemn „Sfinții Arhangheli Mihail și Gavriil” din Vălenii Șomcutei, oraș Șomcuta Mare, județul Maramureș, foto: iunie 2009.

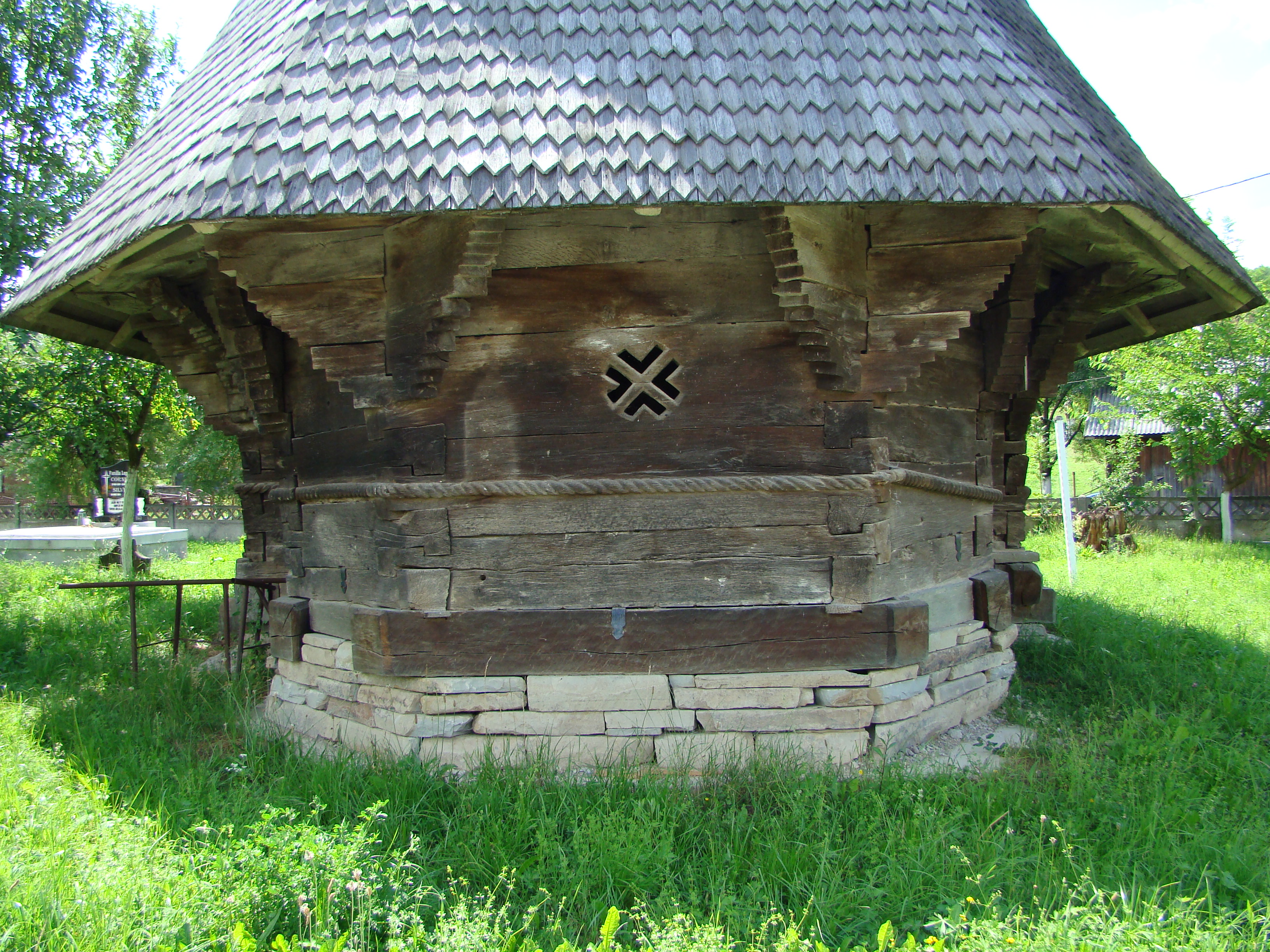
Absida altarului

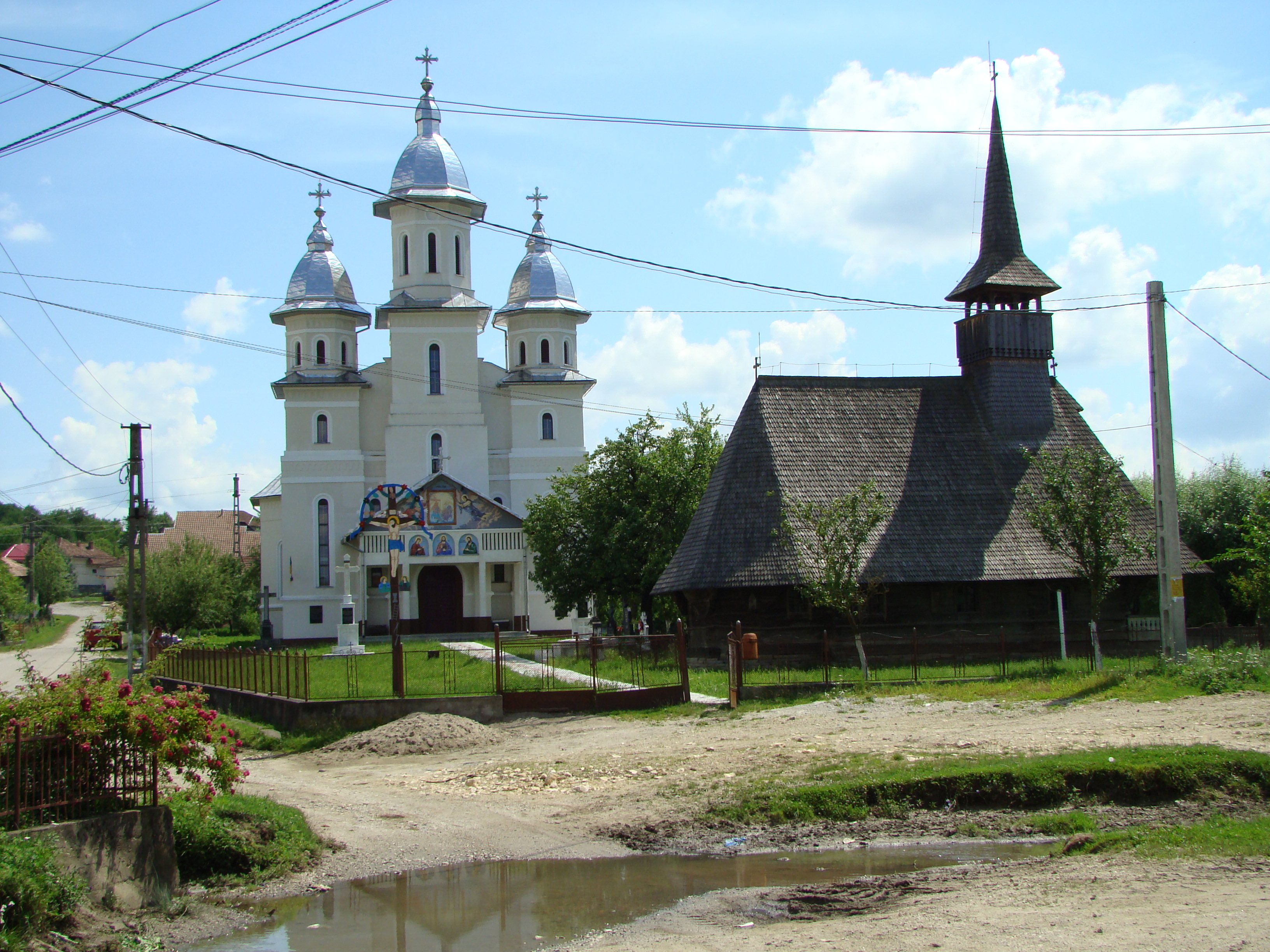
Biserica veche şi cea nouă cu acelaşi hram Sfinții Arhangheli Mihail și Gavriil

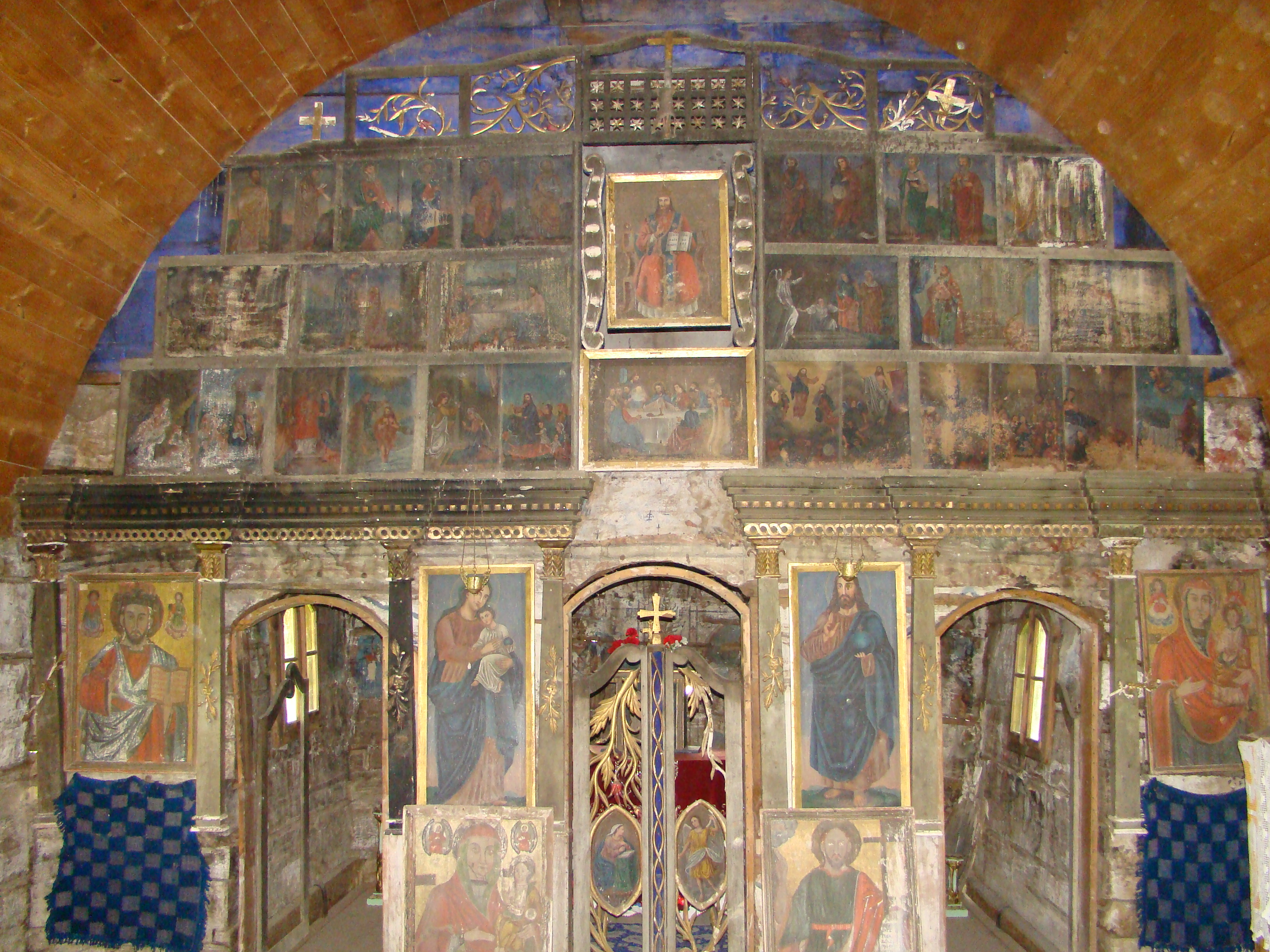
Iconostasul

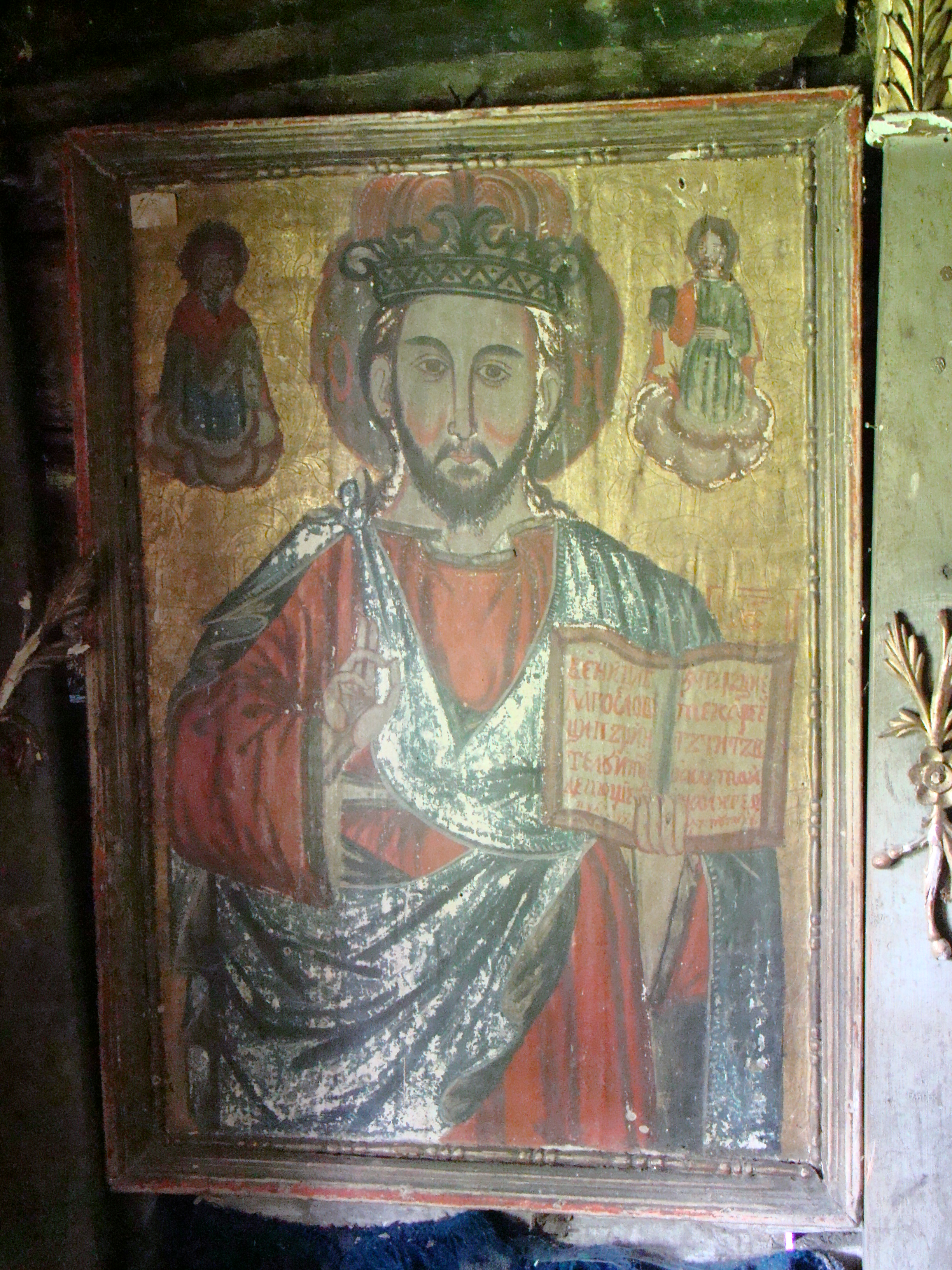
Deisis

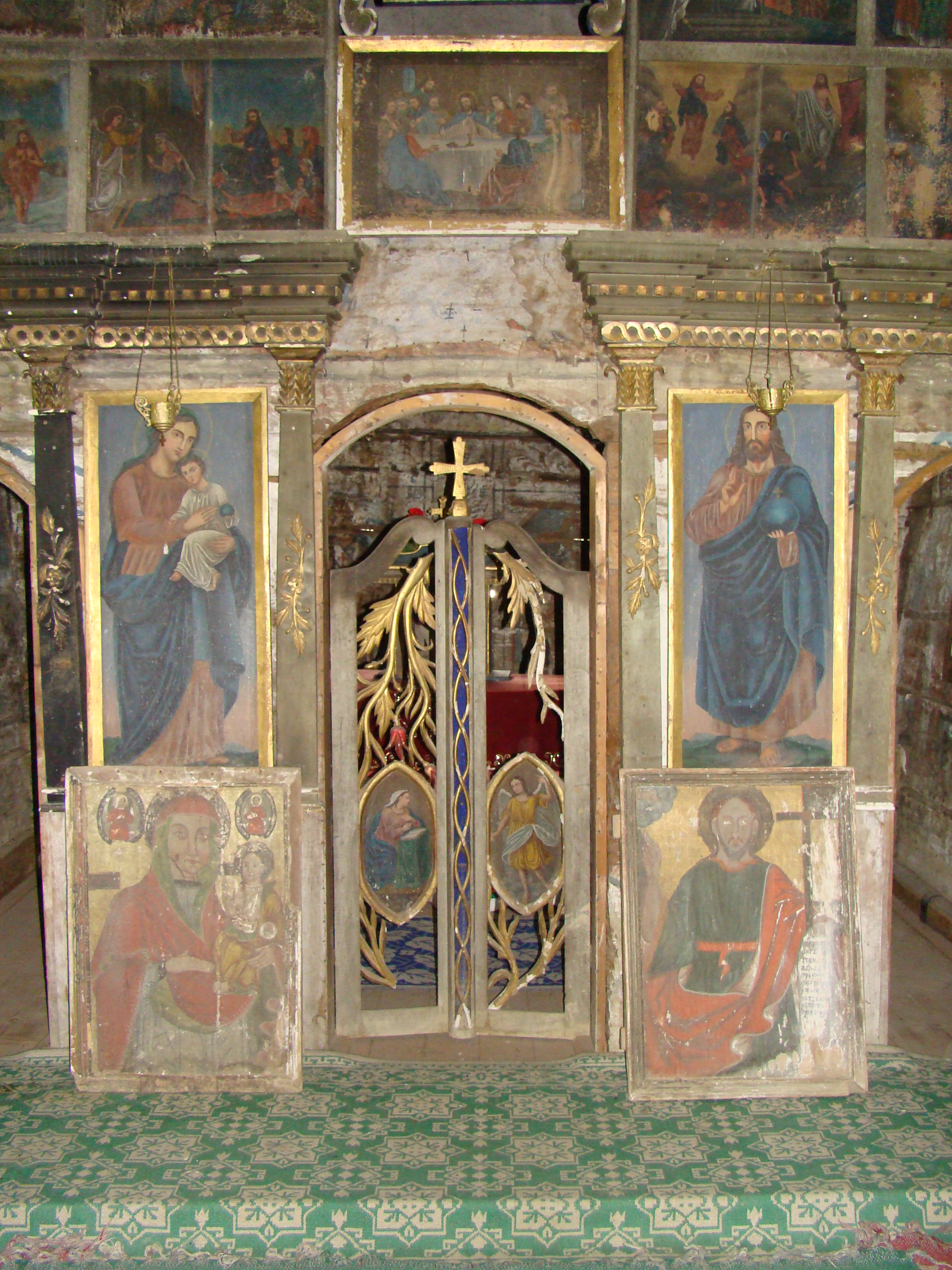
Ușile și icoanele împărătești

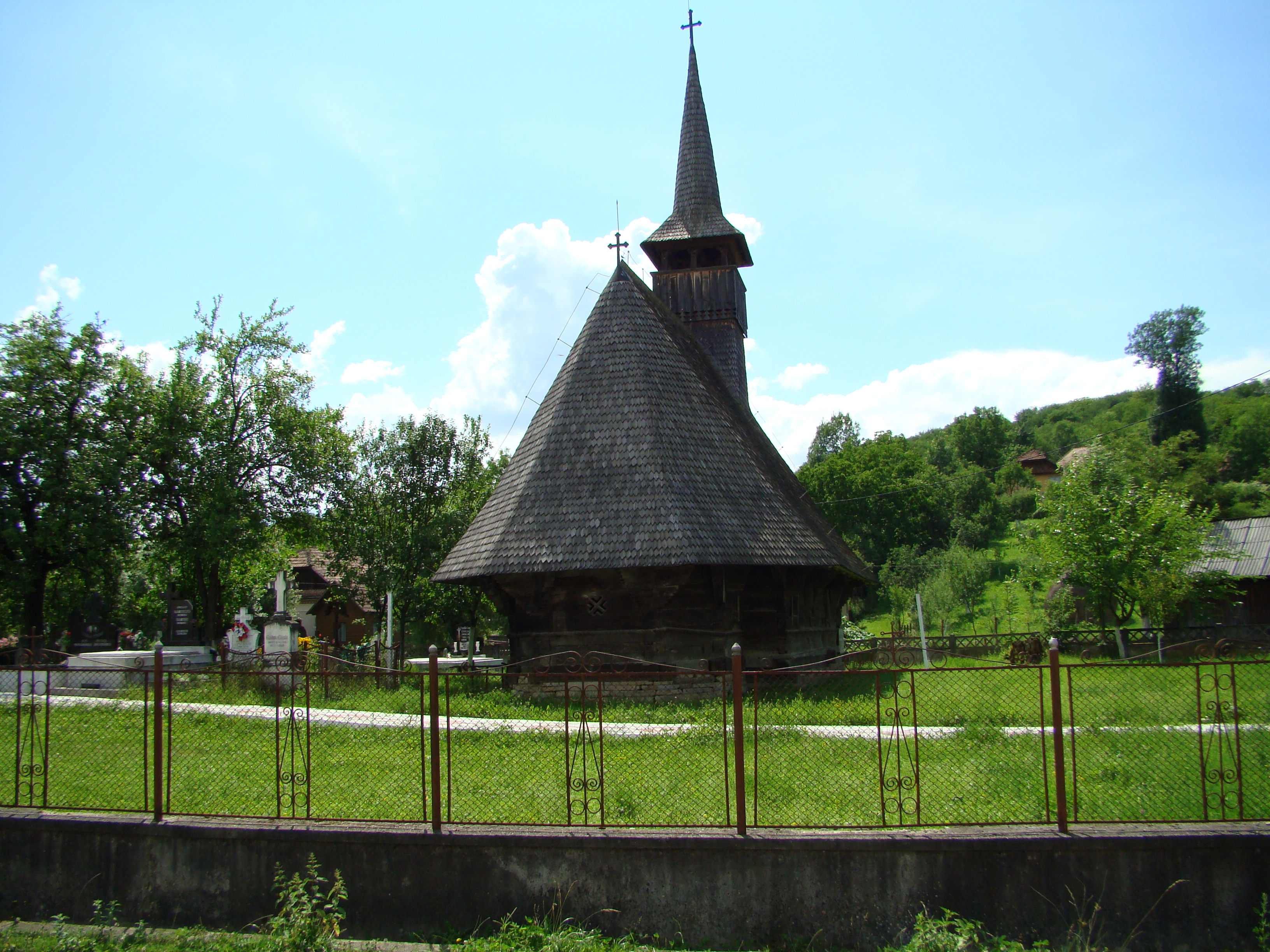
Biserica (est)

Biserica de lemn din Vălenii Șomcutei, oraș Șomcuta Mare, județul Maramureș datează din secolul XVII . Lăcașul are hramul „Sfinții Arhangheli Mihail și Gavril” și figurează pe lista monumentelor istorice, cod LMI MM-II-m-A-04793.

## Istoric și trăsături
Biserica de lemn „Sfinții Arhangheli” este un alt monument considerat a fi tot „din vremea tătărimii”. Dimensiunile sale sunt modeste, turnul deosebit de scund, iar planul său inițial era identic cu cel al din bisericii din Săcălășeni. Pe la jumătatea secolului trecut, cu ocazia unor reparații, planul a fost modificat prin adăugarea unui pridvor pe latura apuseană și prin mutarea intrării.  Ancadramentul vechii intrări, decorat cu motive sculptate,  a rămas pe loc, în peretele sudic al pronaosului.  Pereții au ca decor brâul în funie răsucită, iar consolele sunt tăiate în trepte.  În peretele de răsărit al altarului există o mică aerisire, cu o decupare originală, amintind litera X.
Pictura murală din interior, datând după toate probabilitățile din a doua jumătate a veacului al XIX-lea, vădește puternice influențe occidentale. Este executată pe o pânză fixată pe grinzile pereților și boltă, sistem foarte rar întâlnit în Chioar.  În Lăpuș sistemul nu a fost deloc utilizat. 
Starea gravă a învelitorilor, reparate cu mare întârziere, a cauzat mari stricăciuni pânzei. În anumite zone, sub pânză se pot vedea urmele unei picturi mai vechi, executată în tehnica tradițională, direct pe lemn.
Datarea monumentului, ca și în cazul bisericii din Săcălășeni, e foarte problematică, o dată anterioară secolului XVII fiind greu de acceptat.

## Imagini din exterior

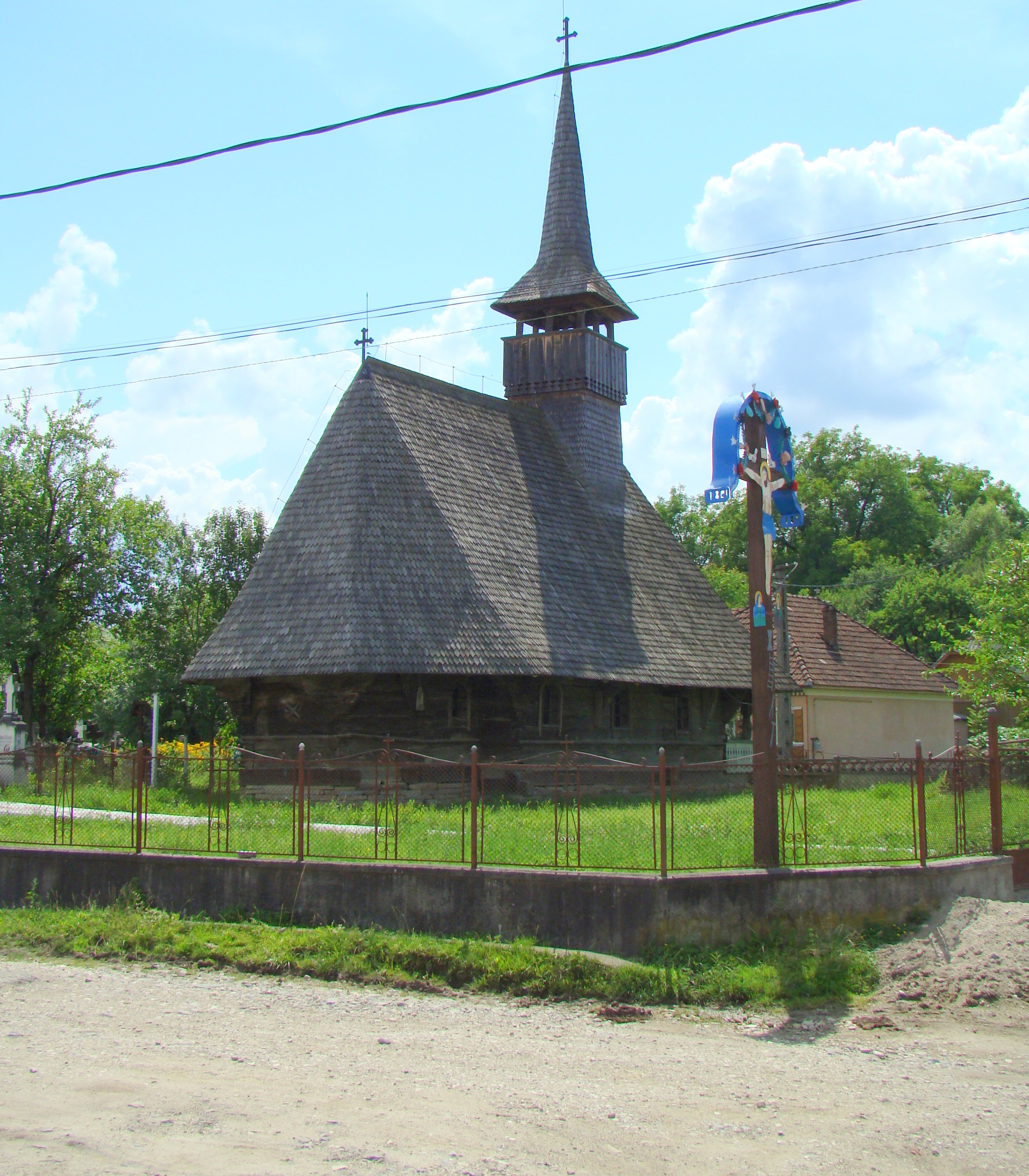
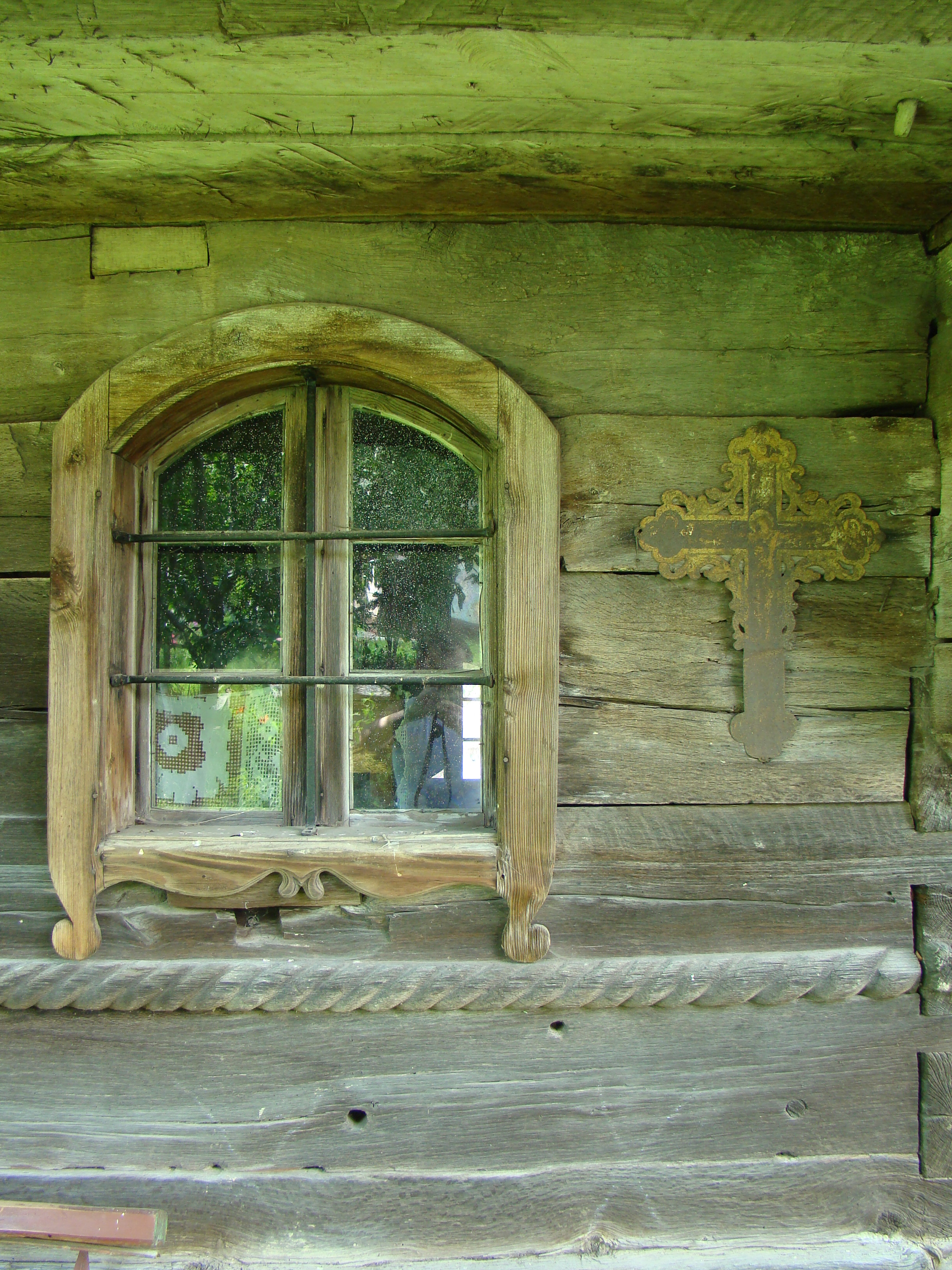
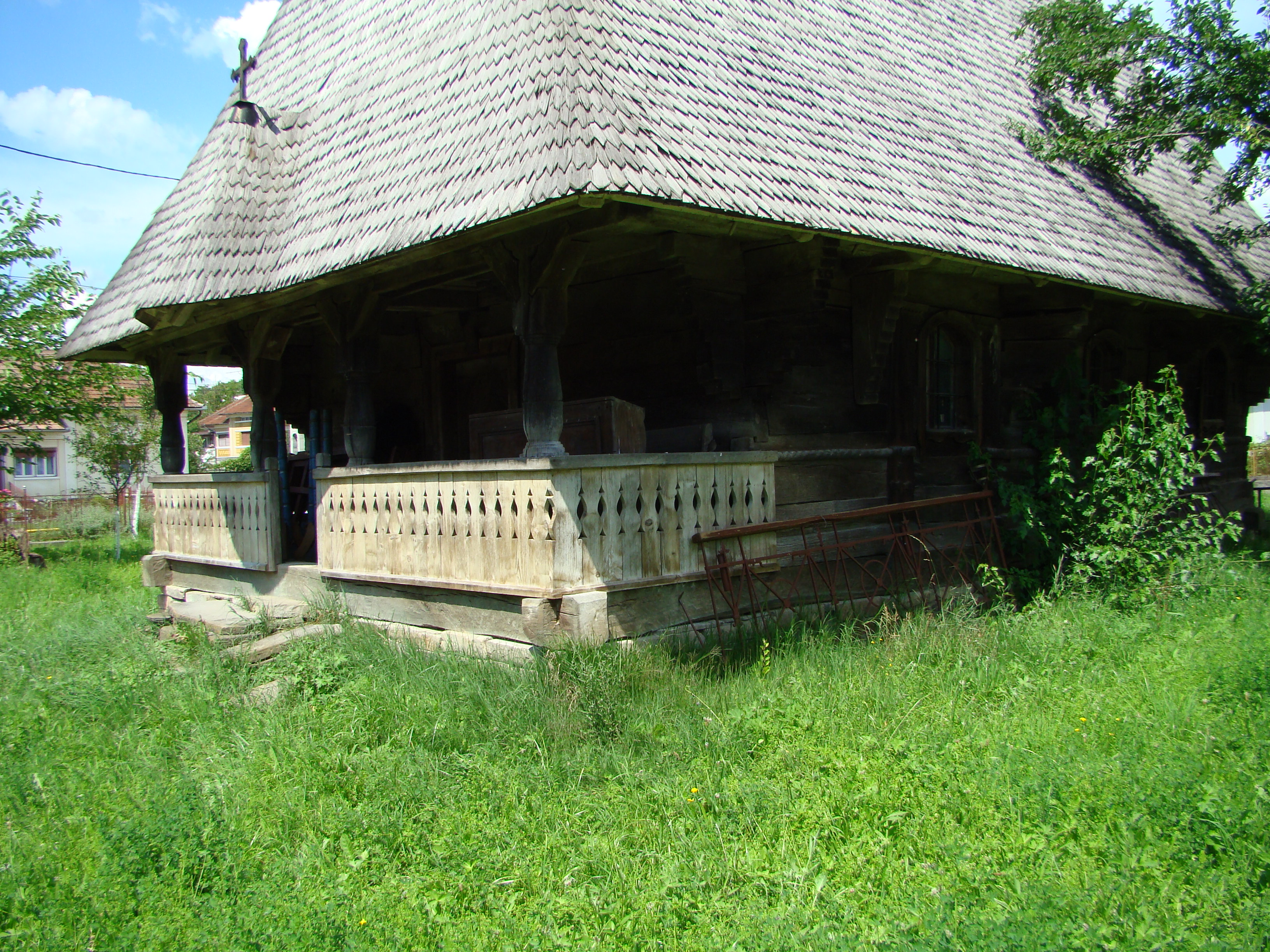
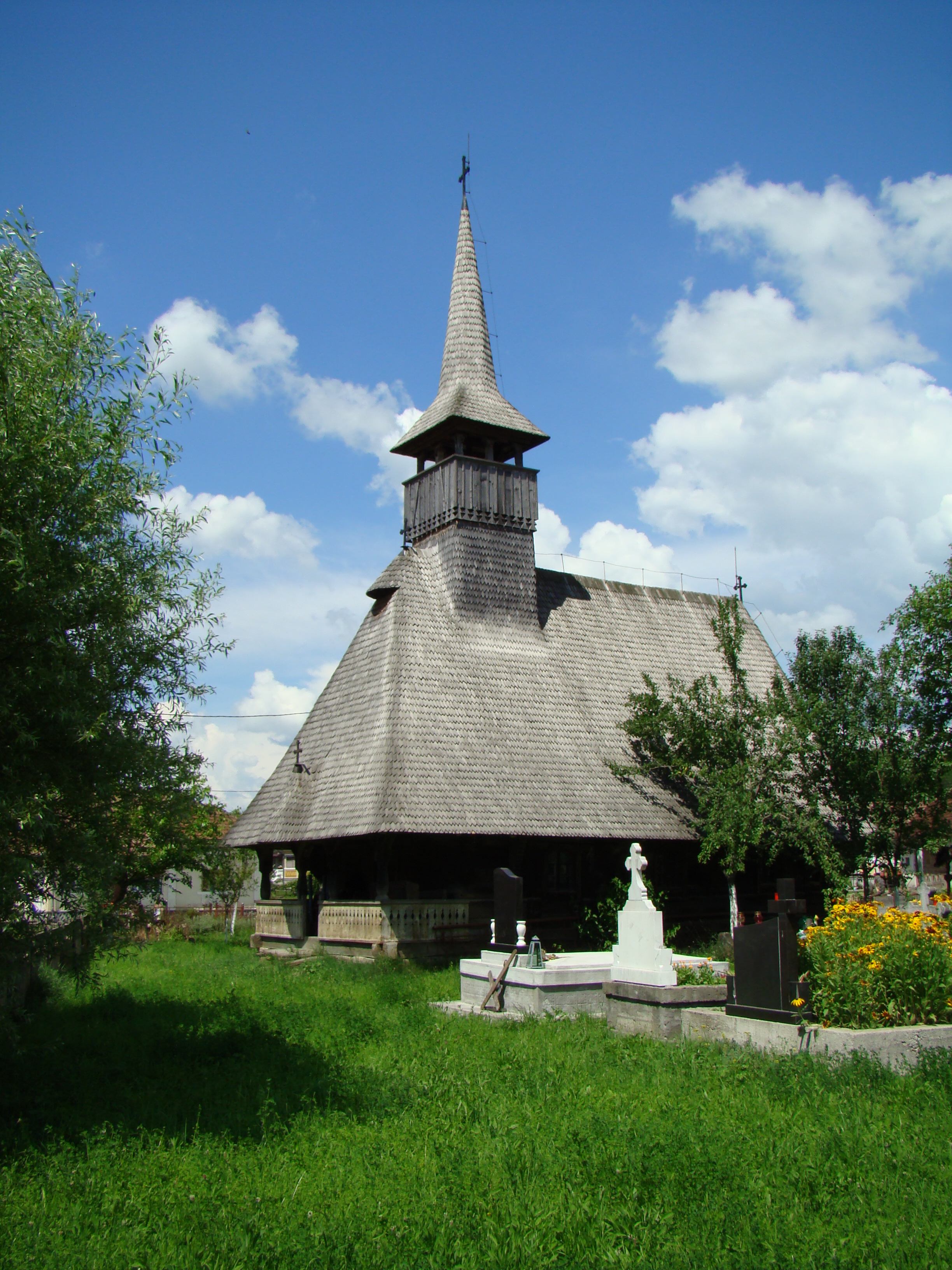
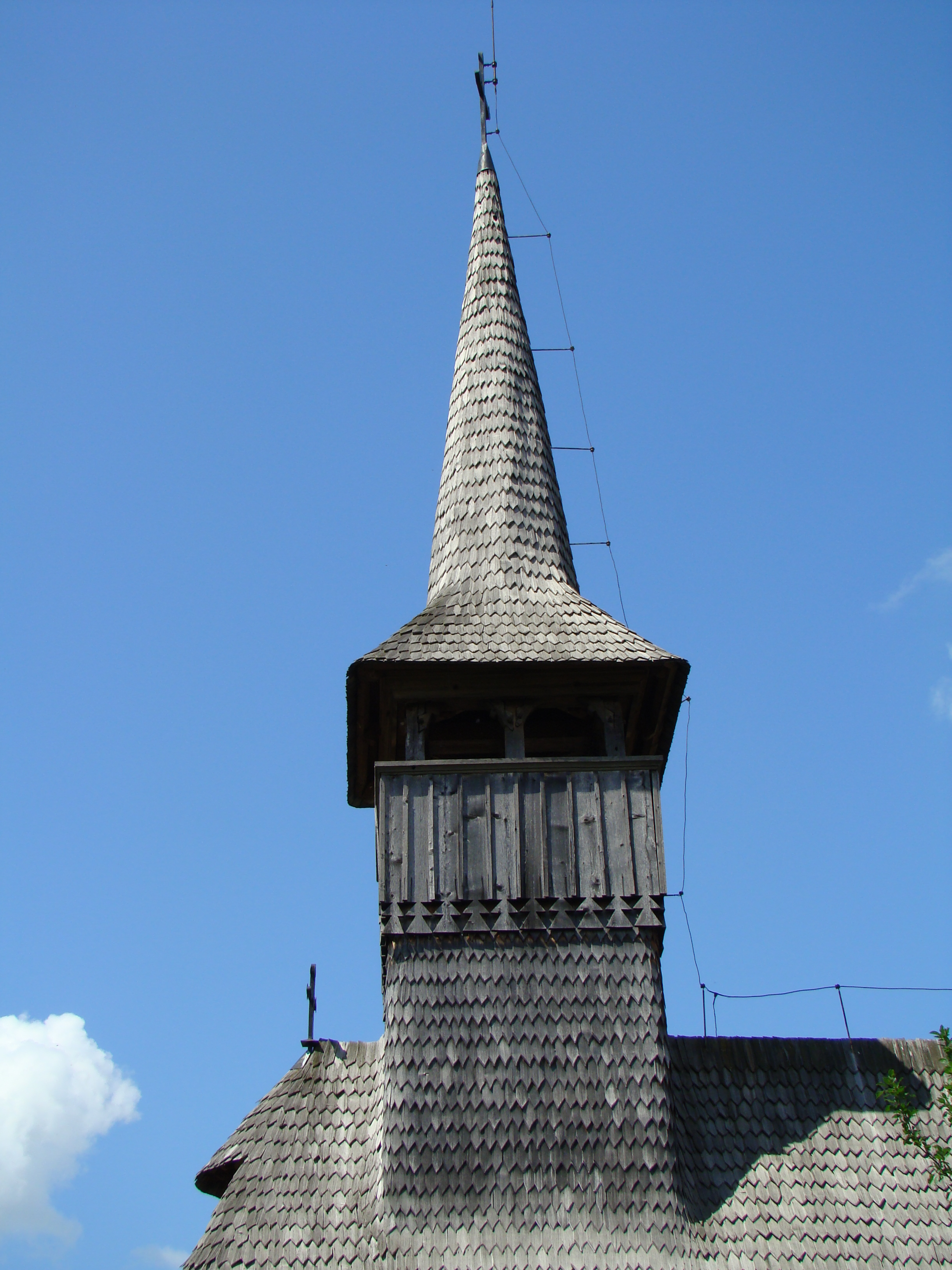
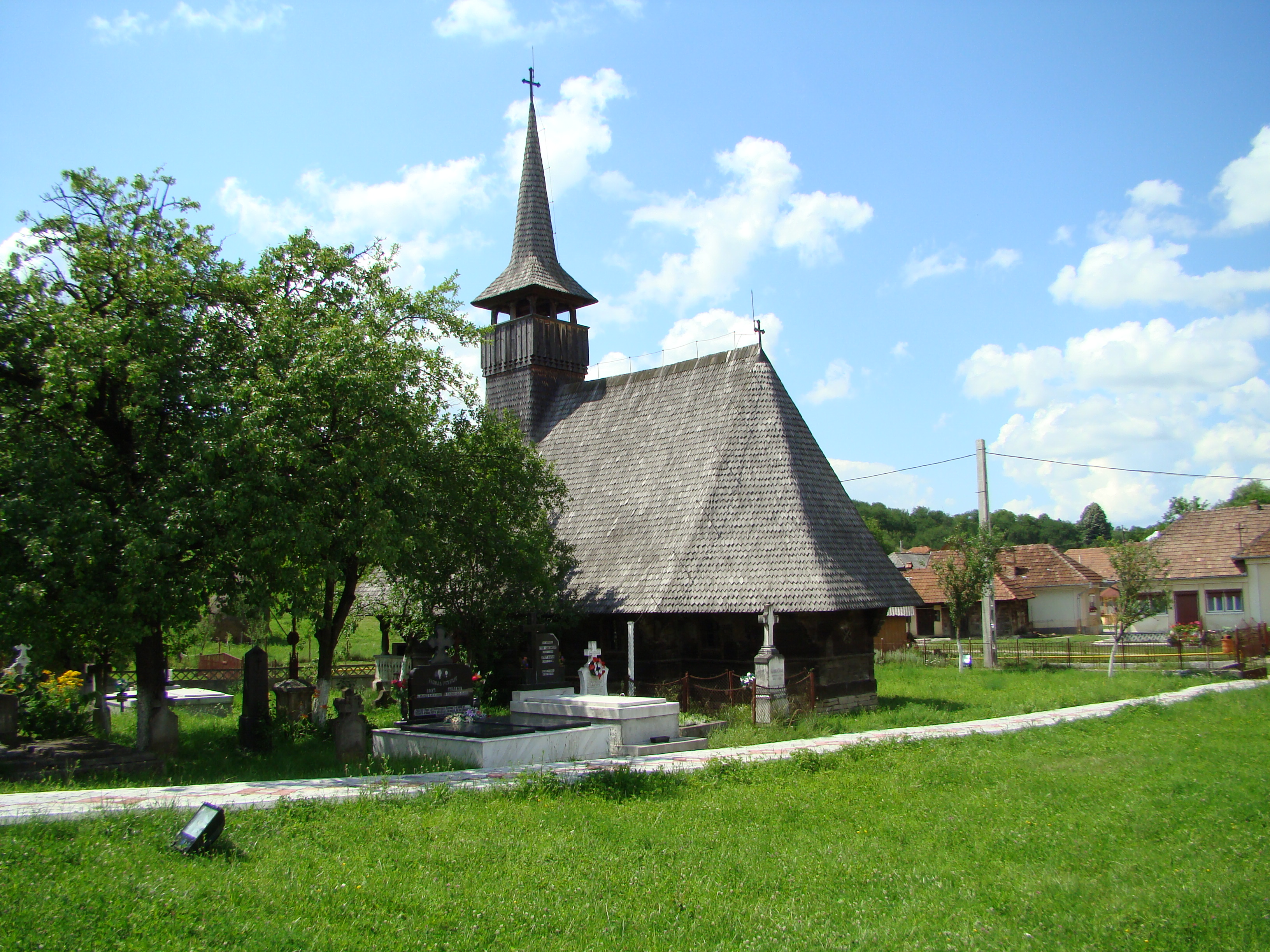
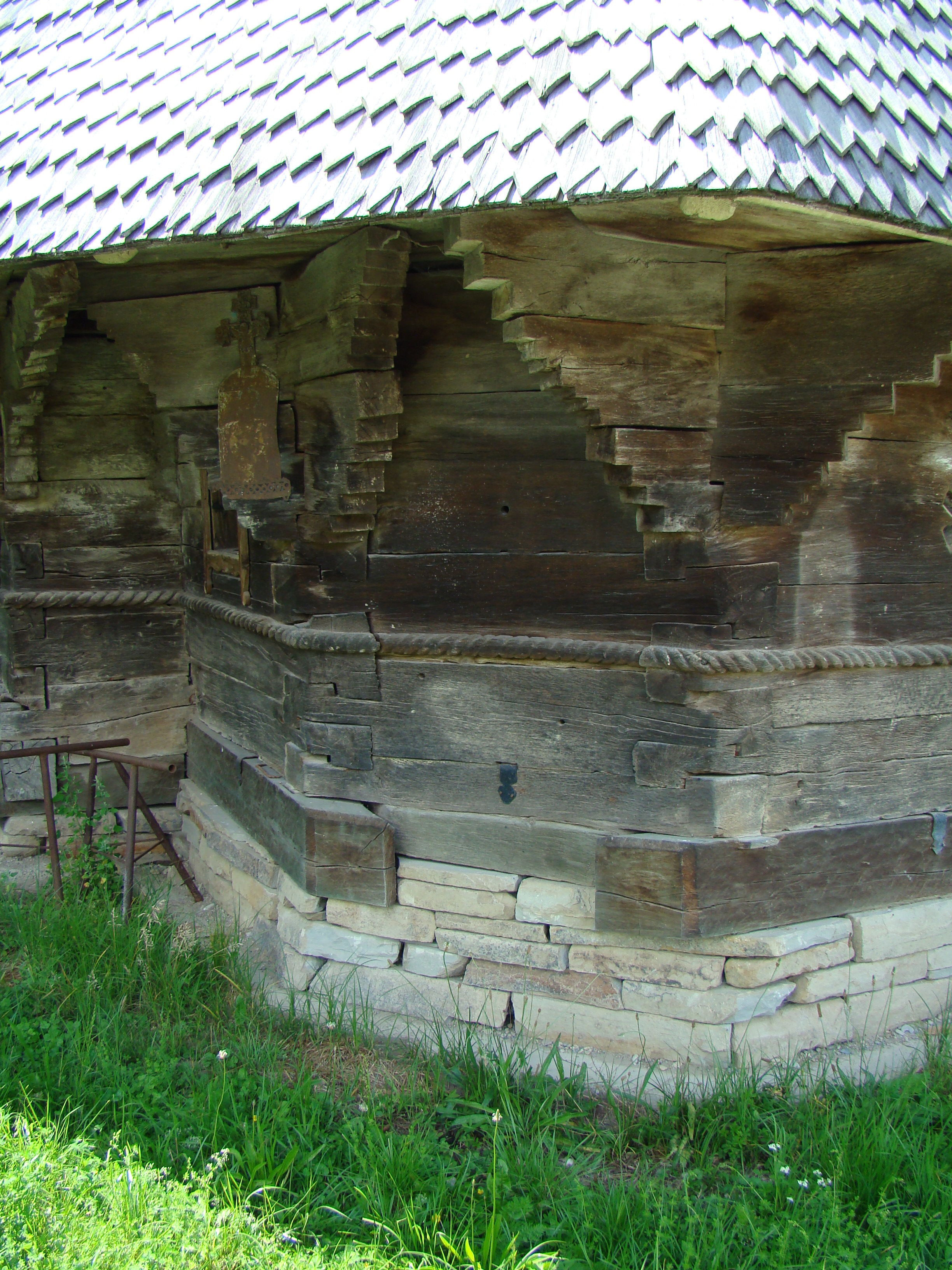
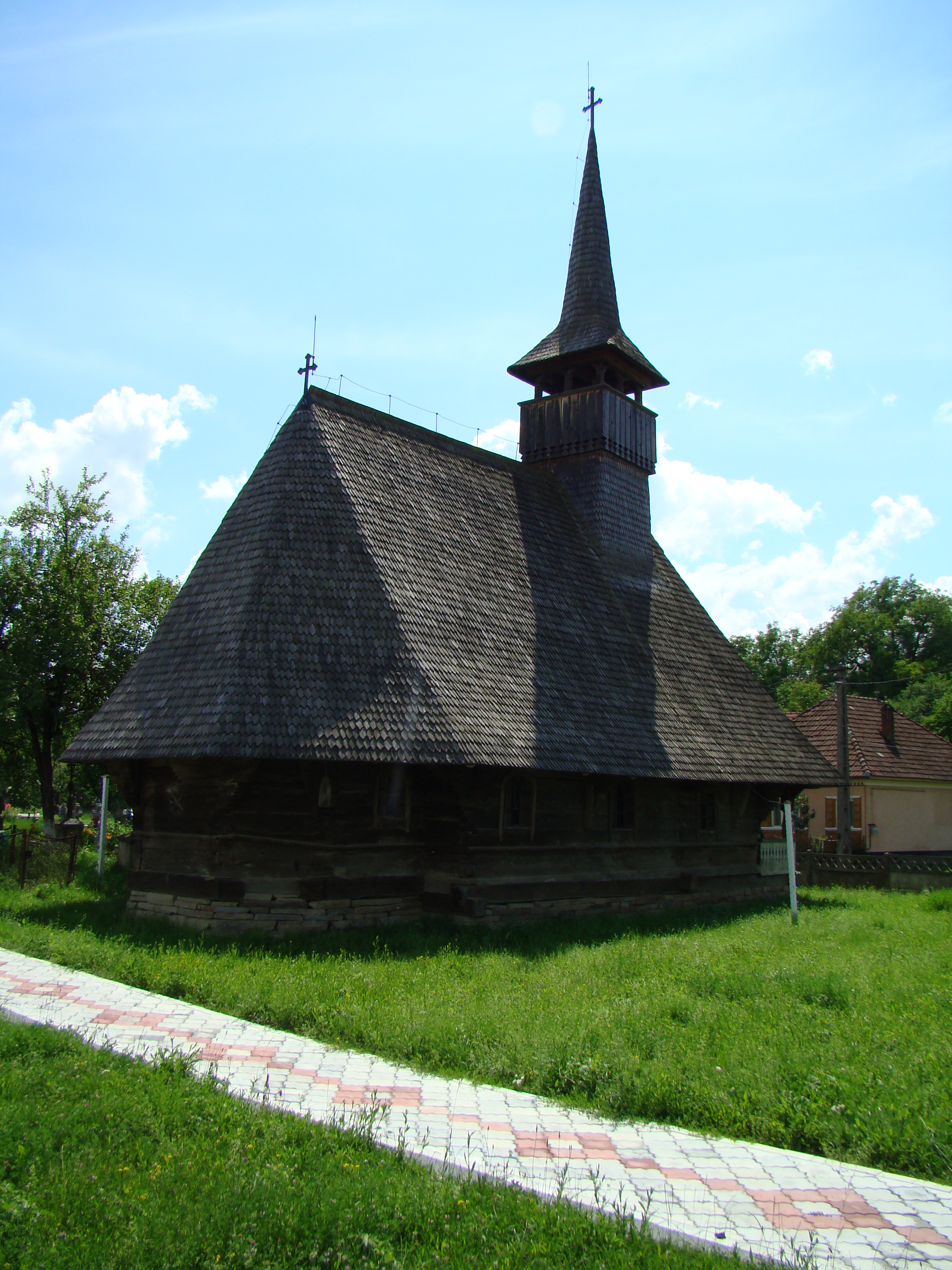
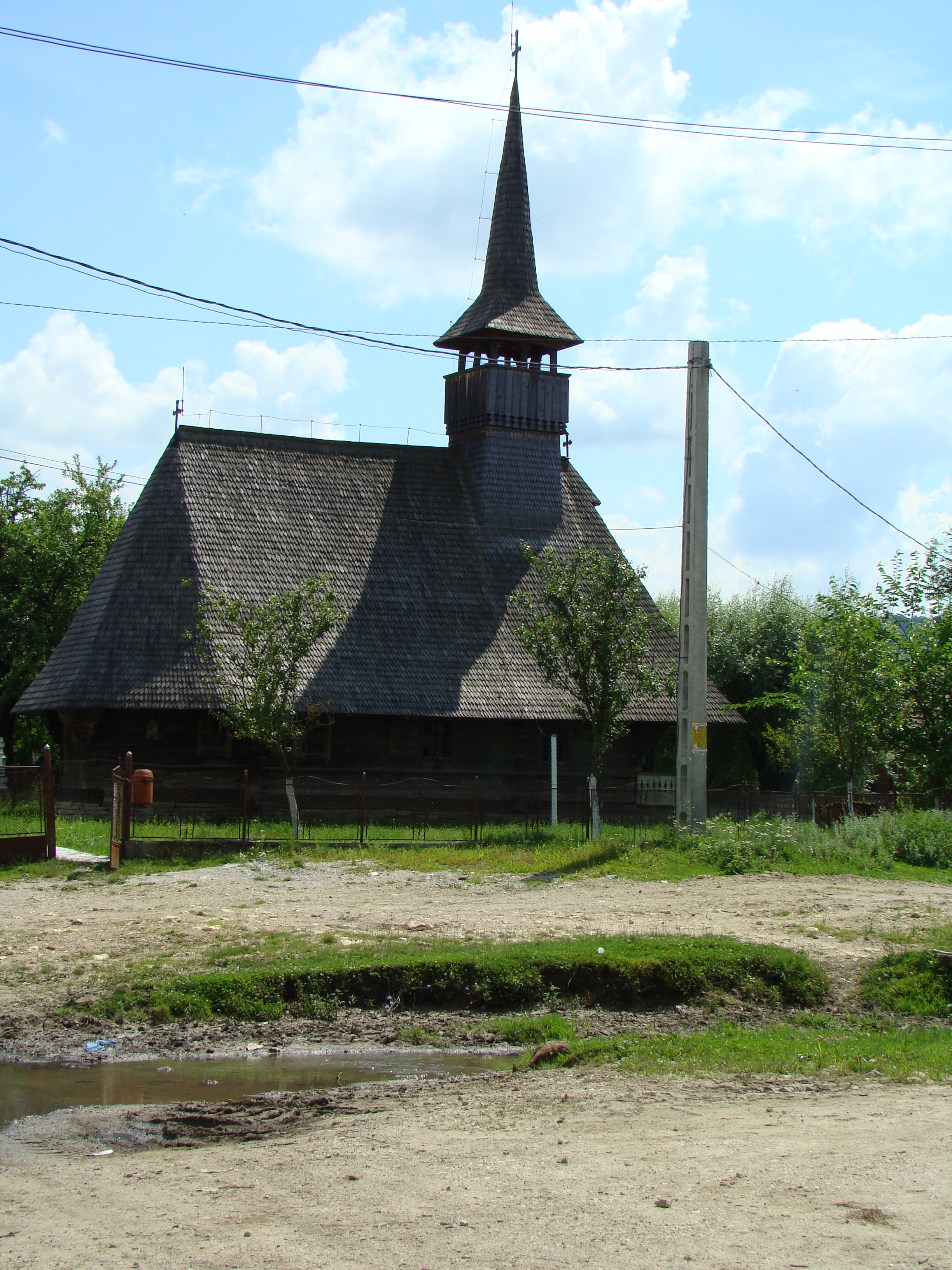
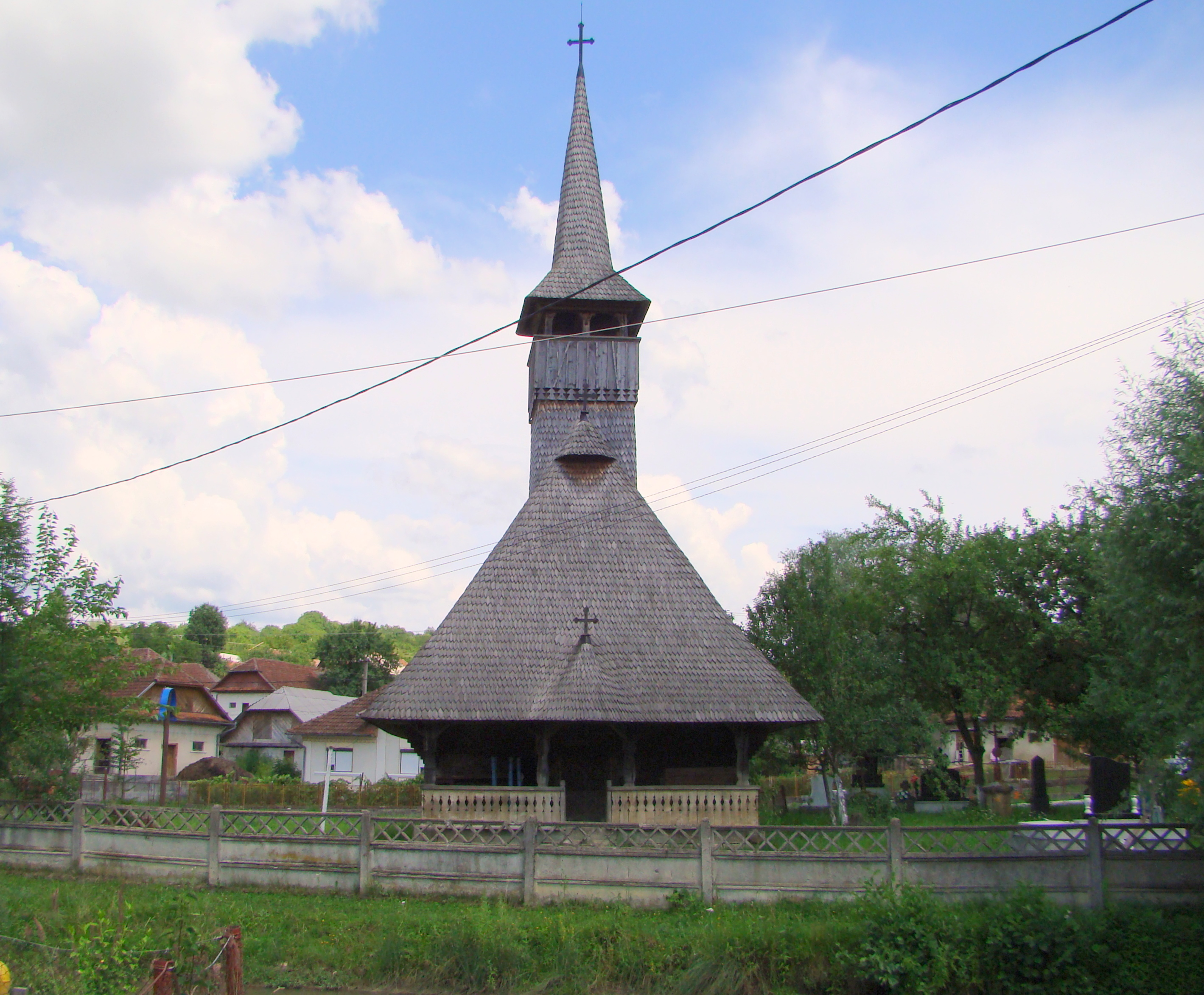
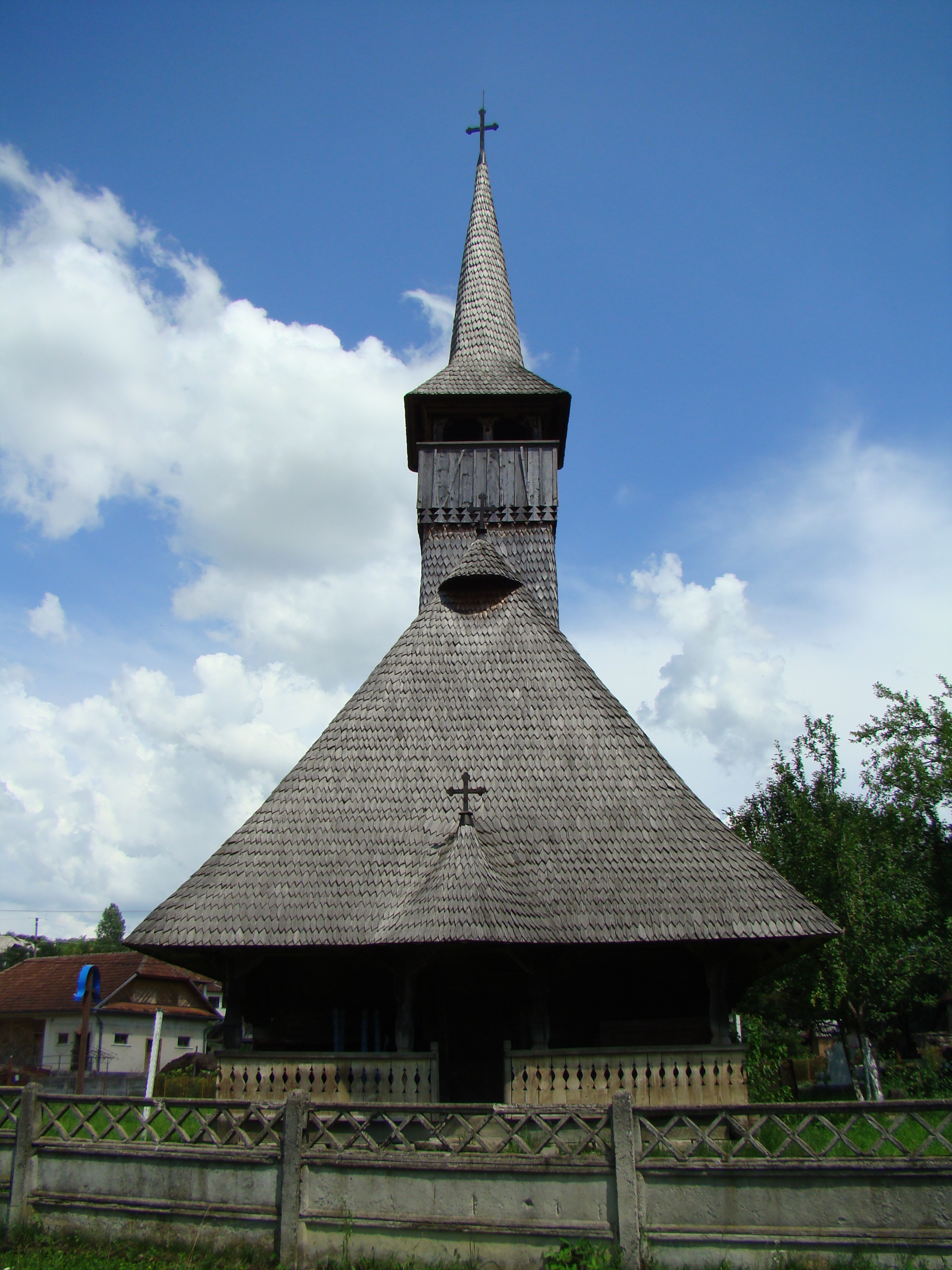
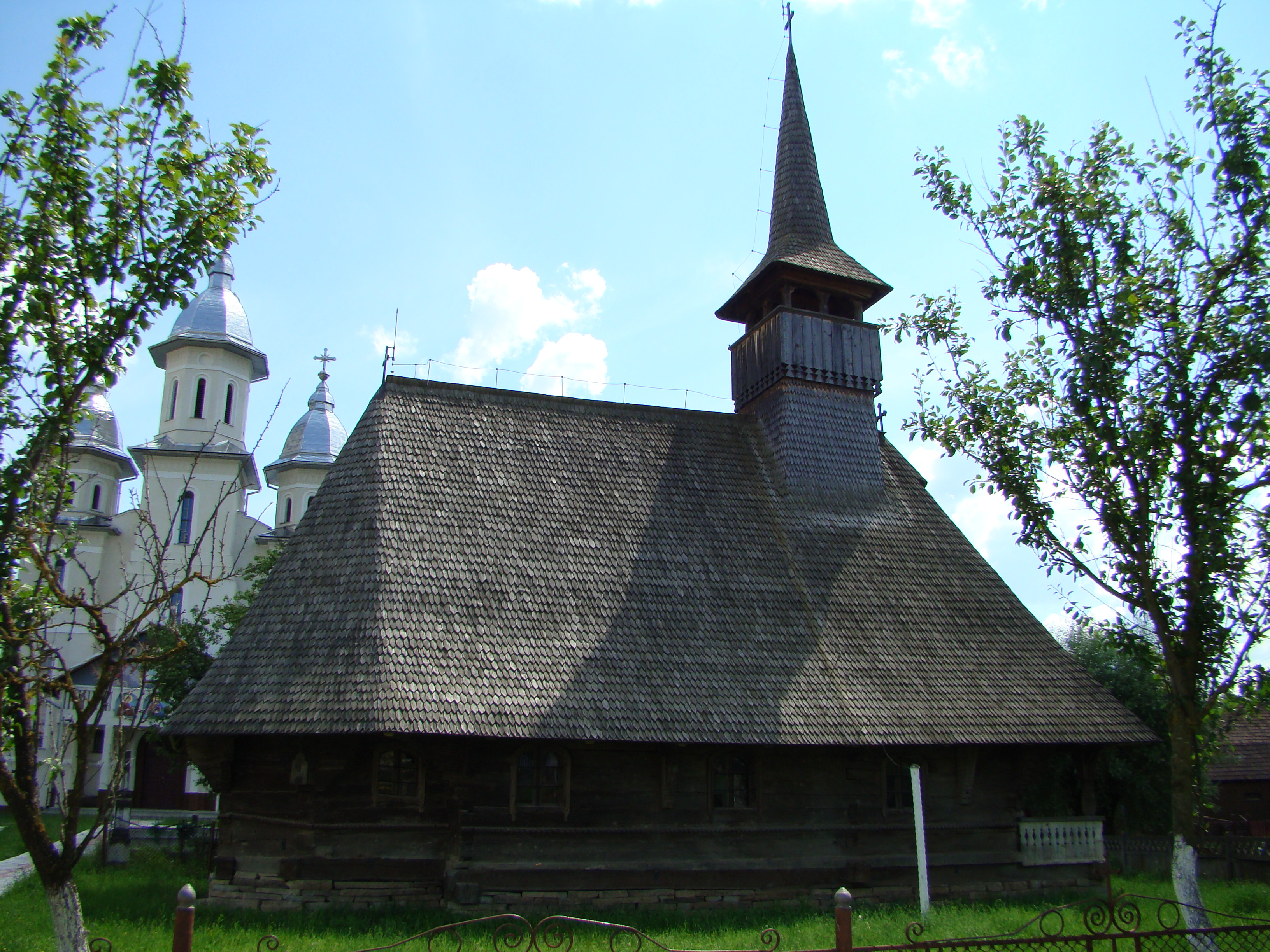
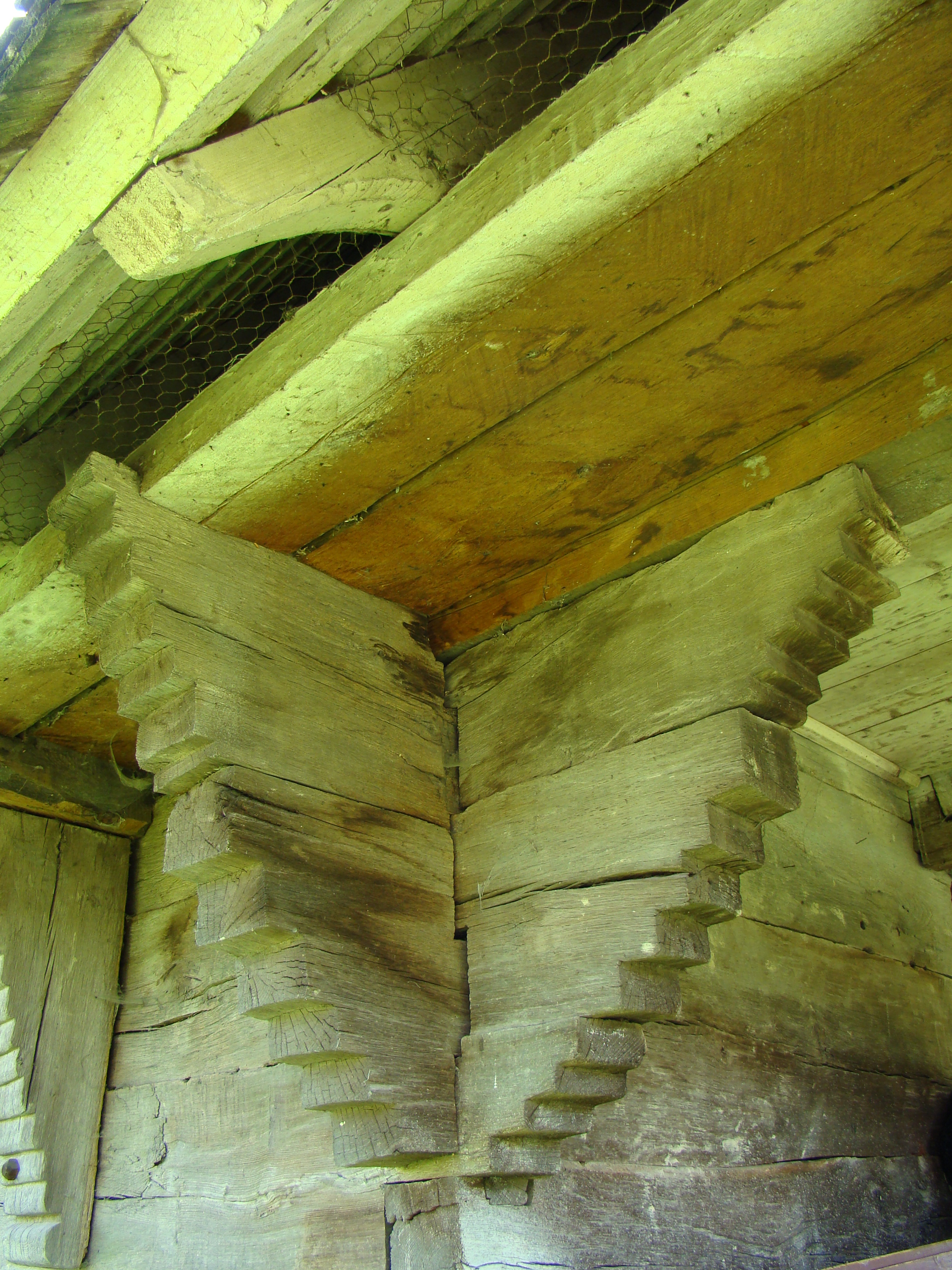
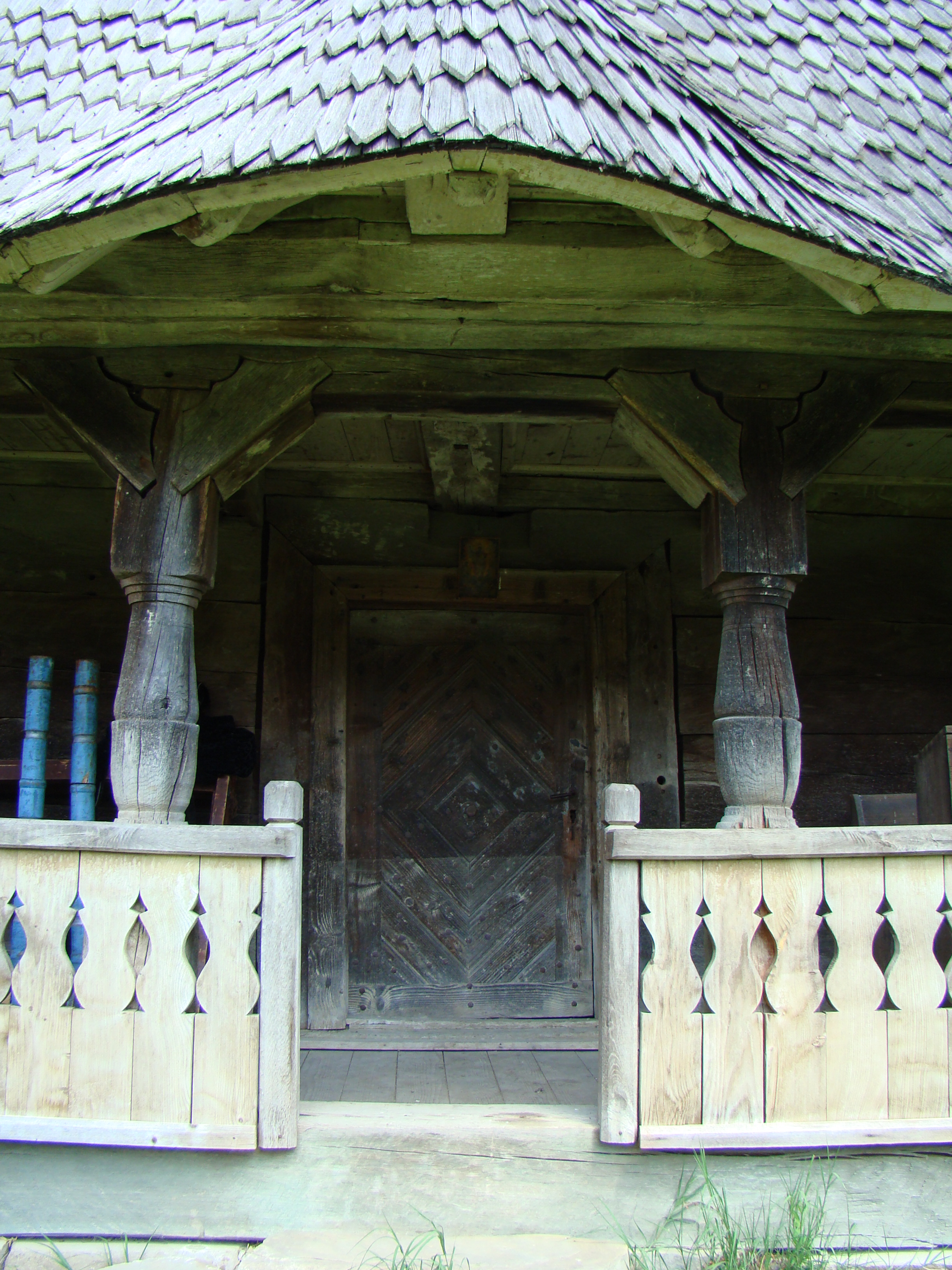

## Imagini din interior

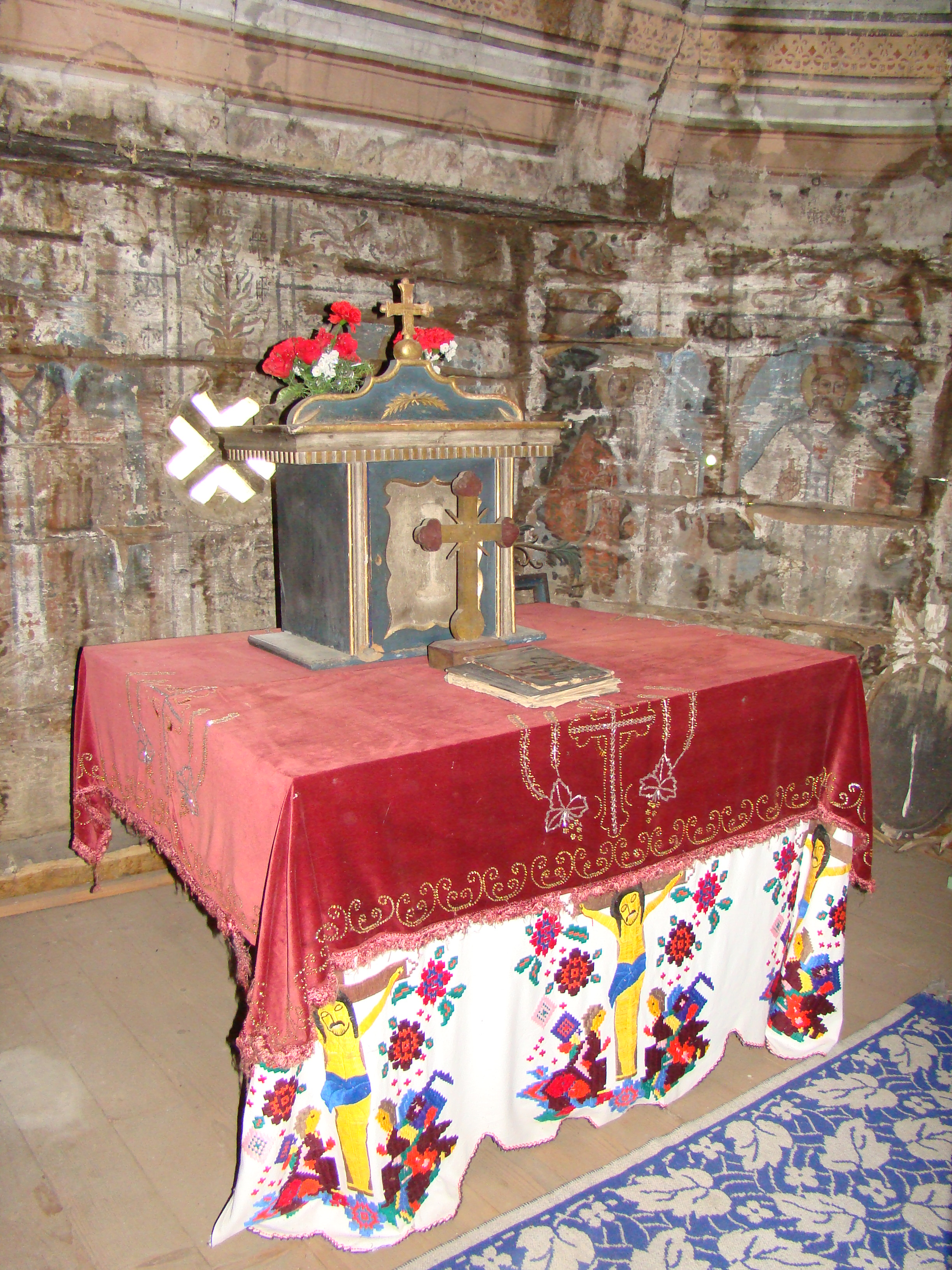
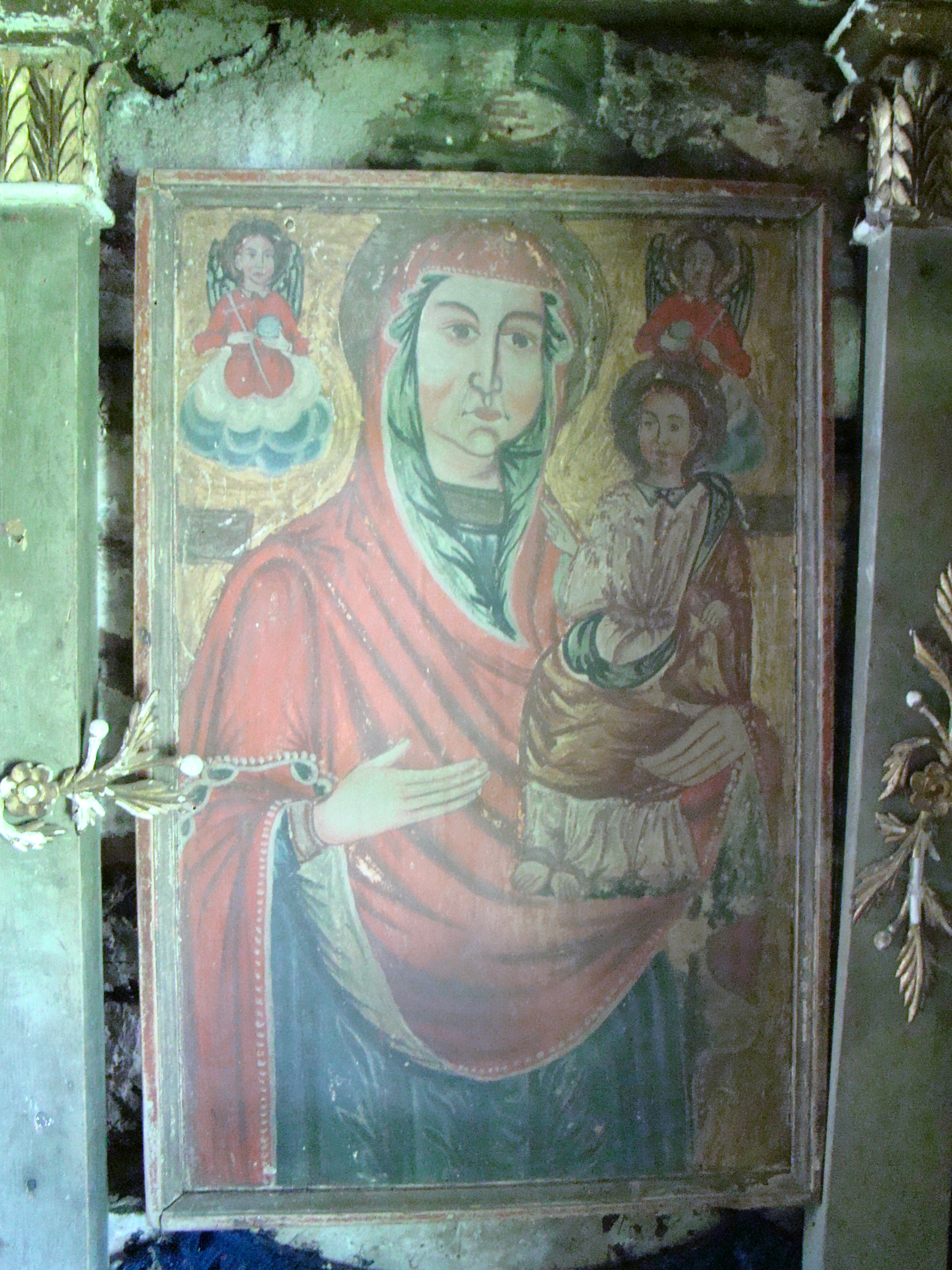
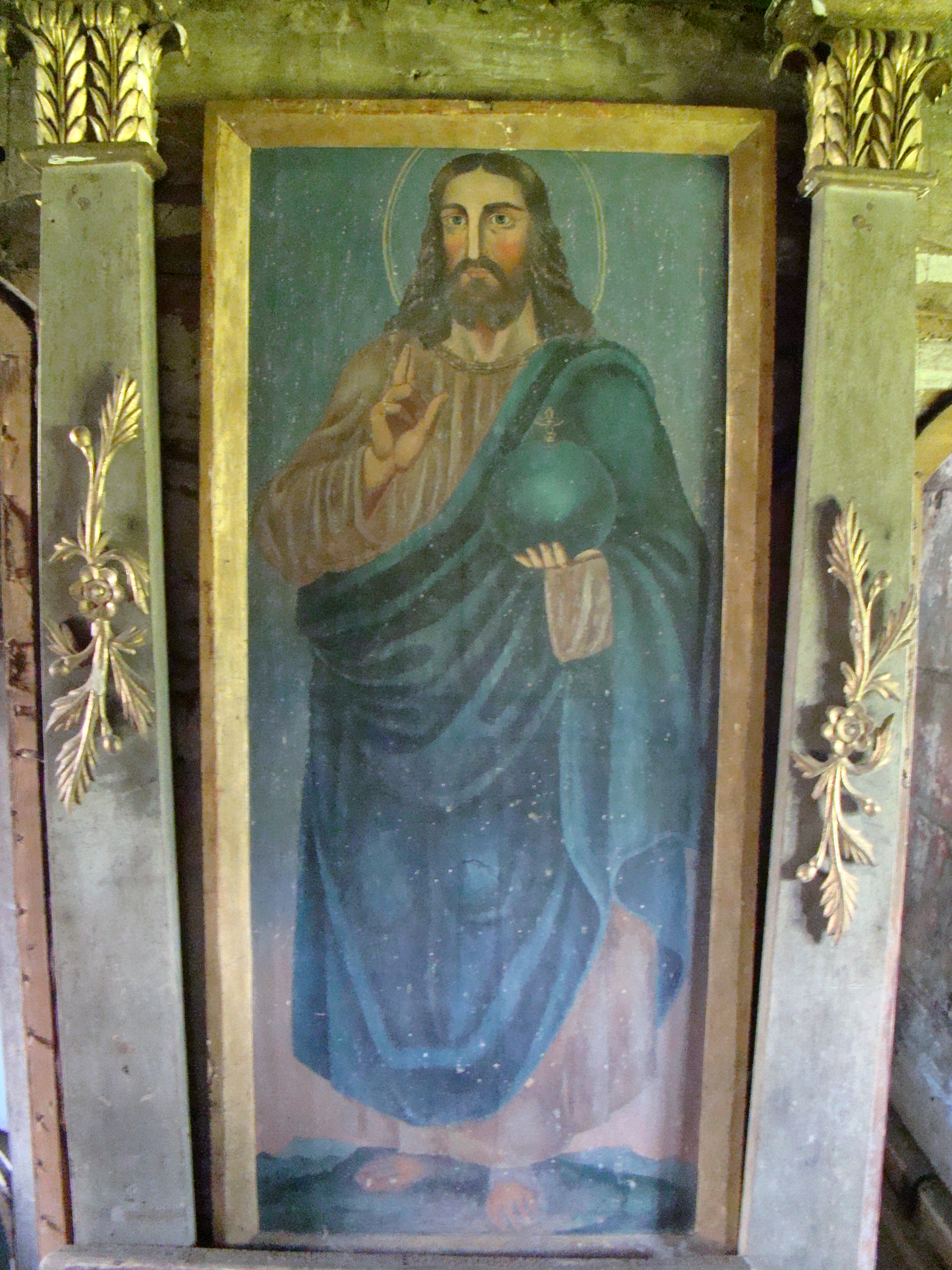
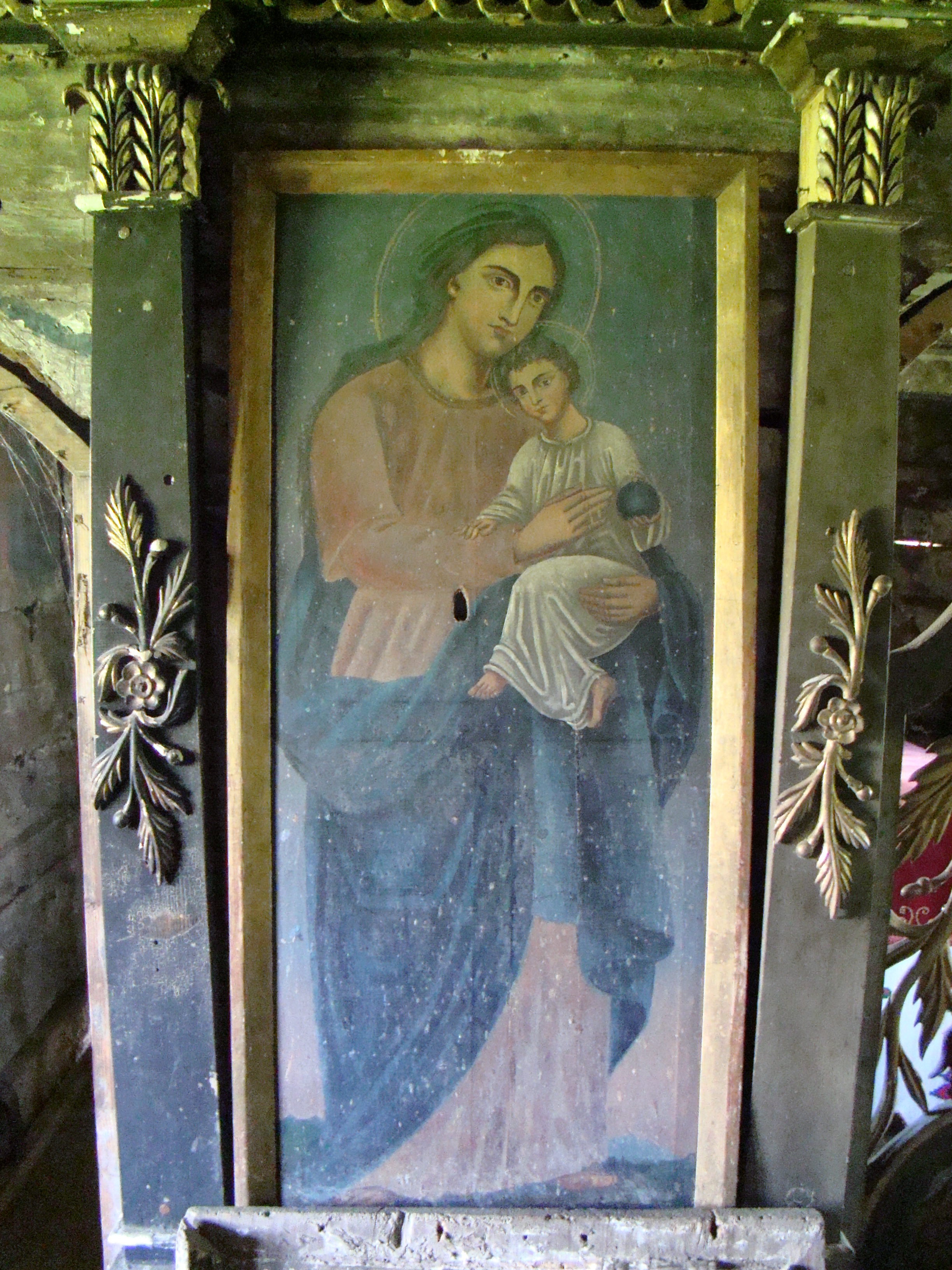
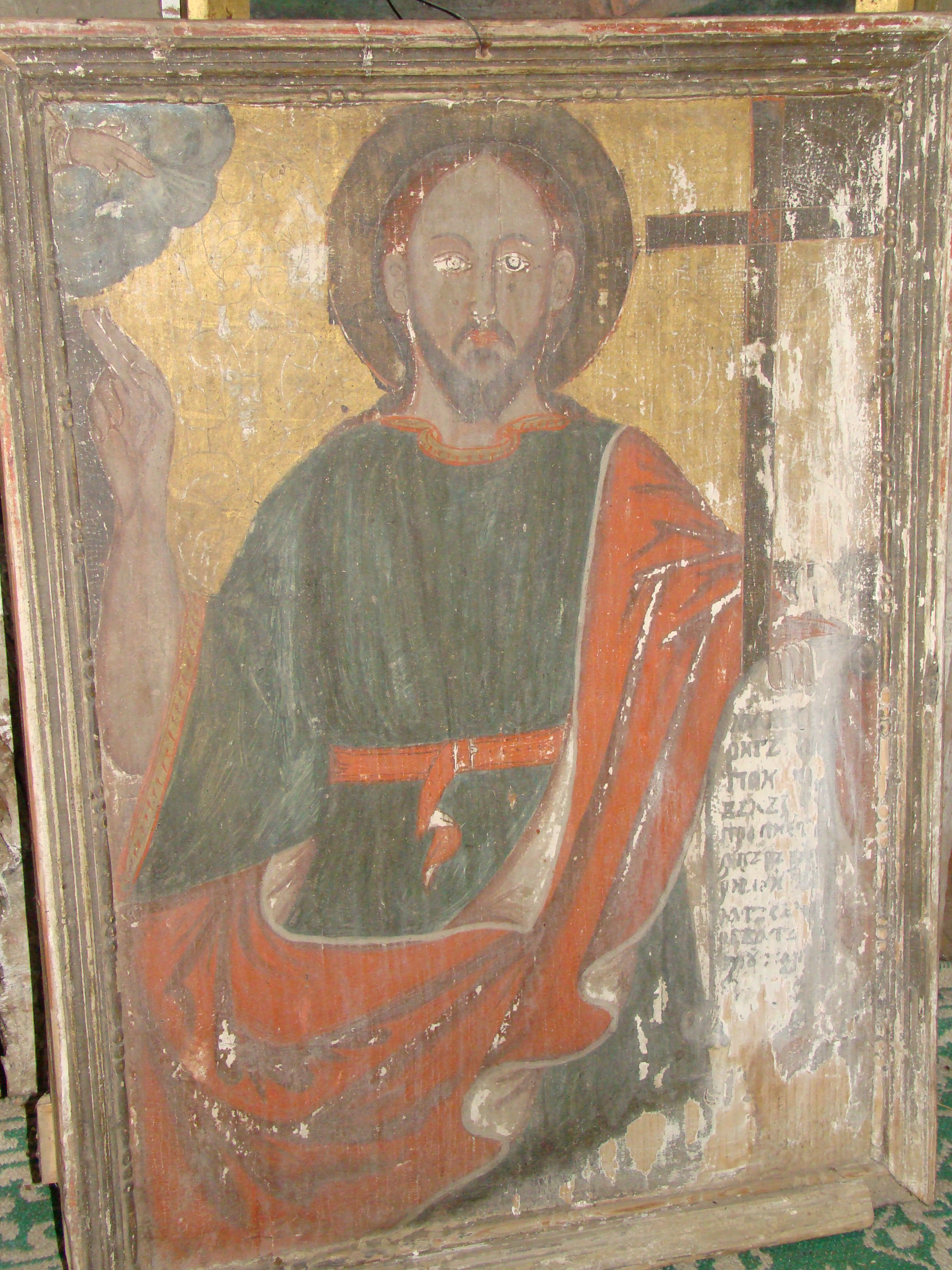
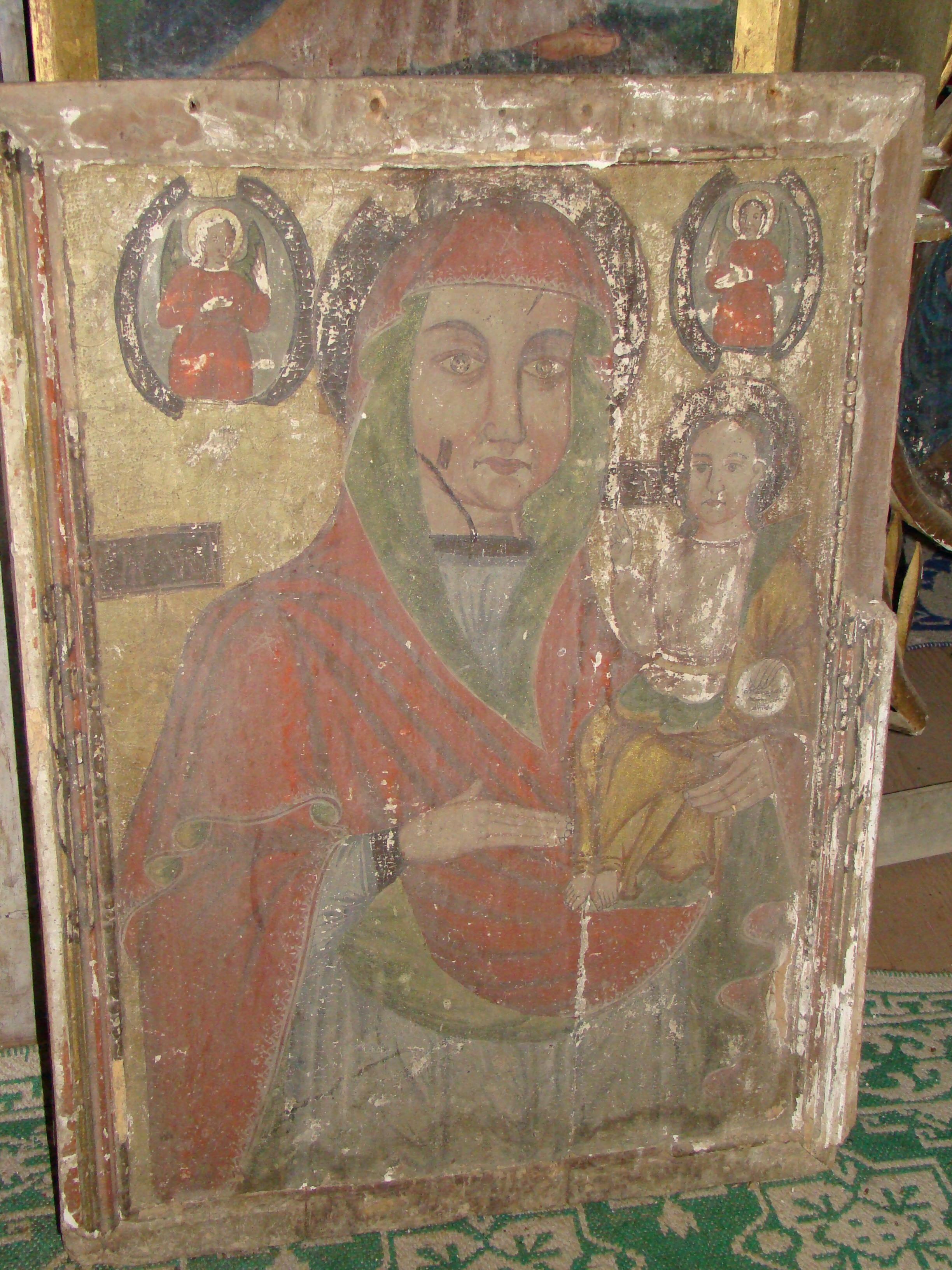
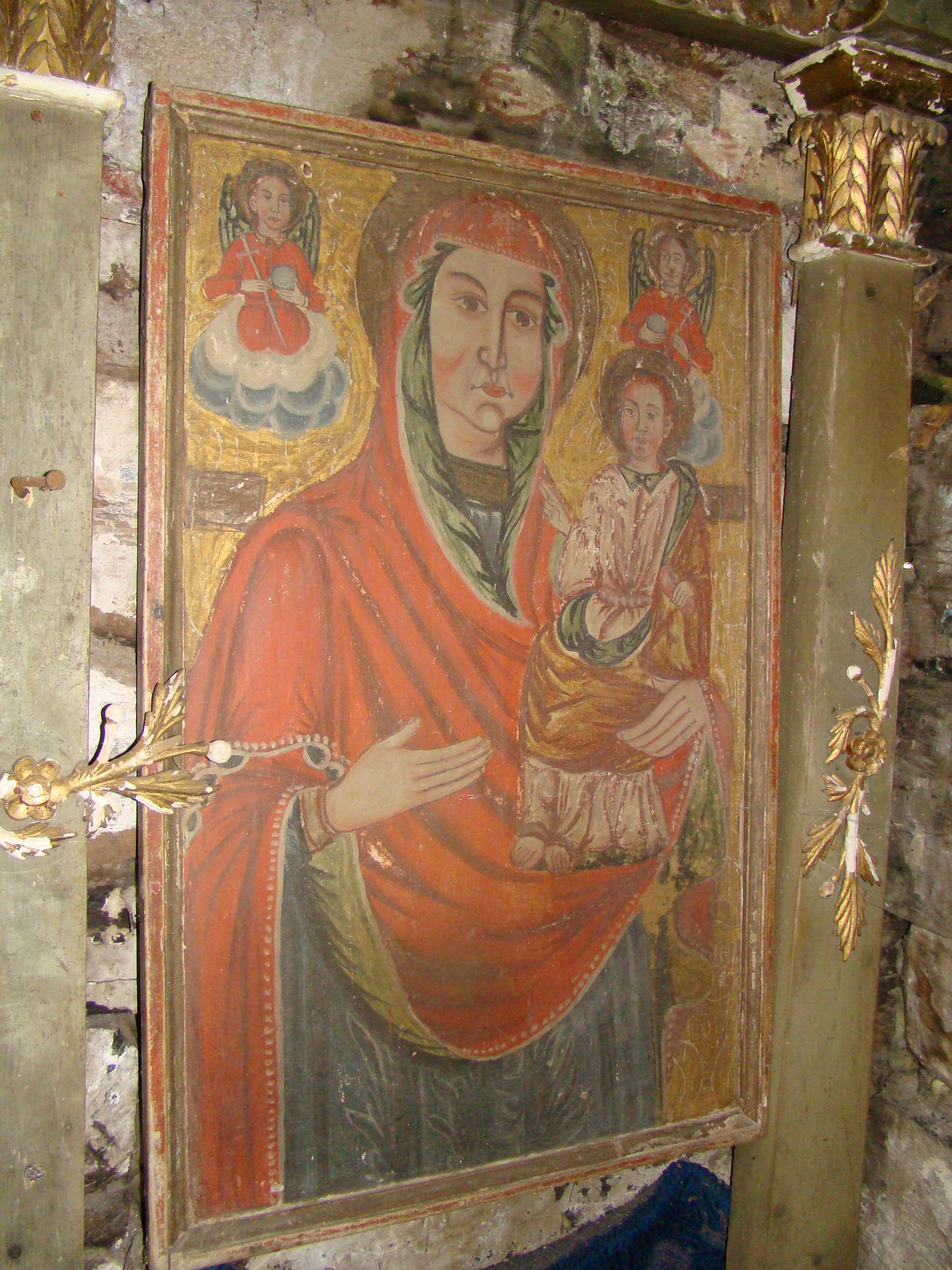
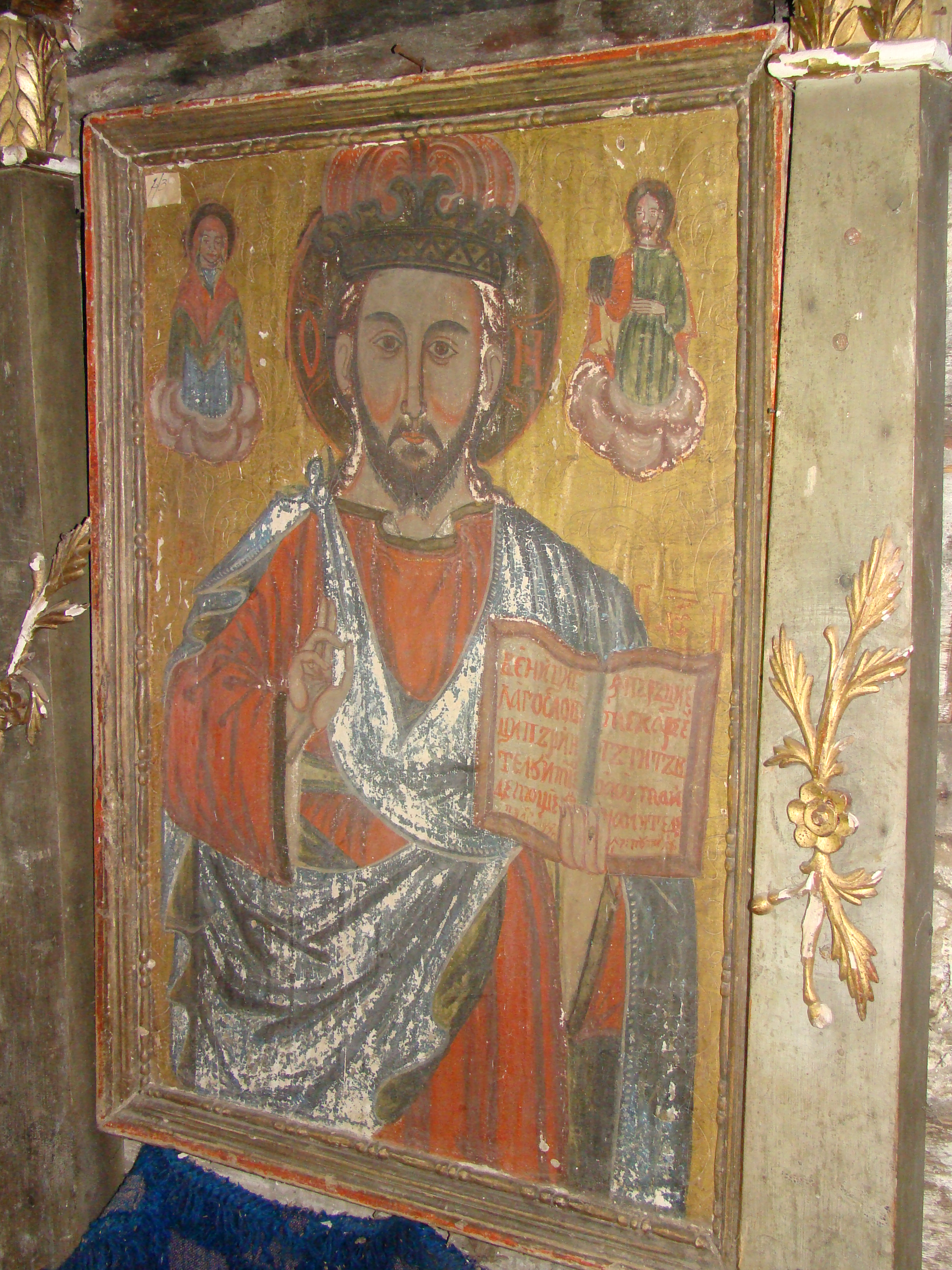
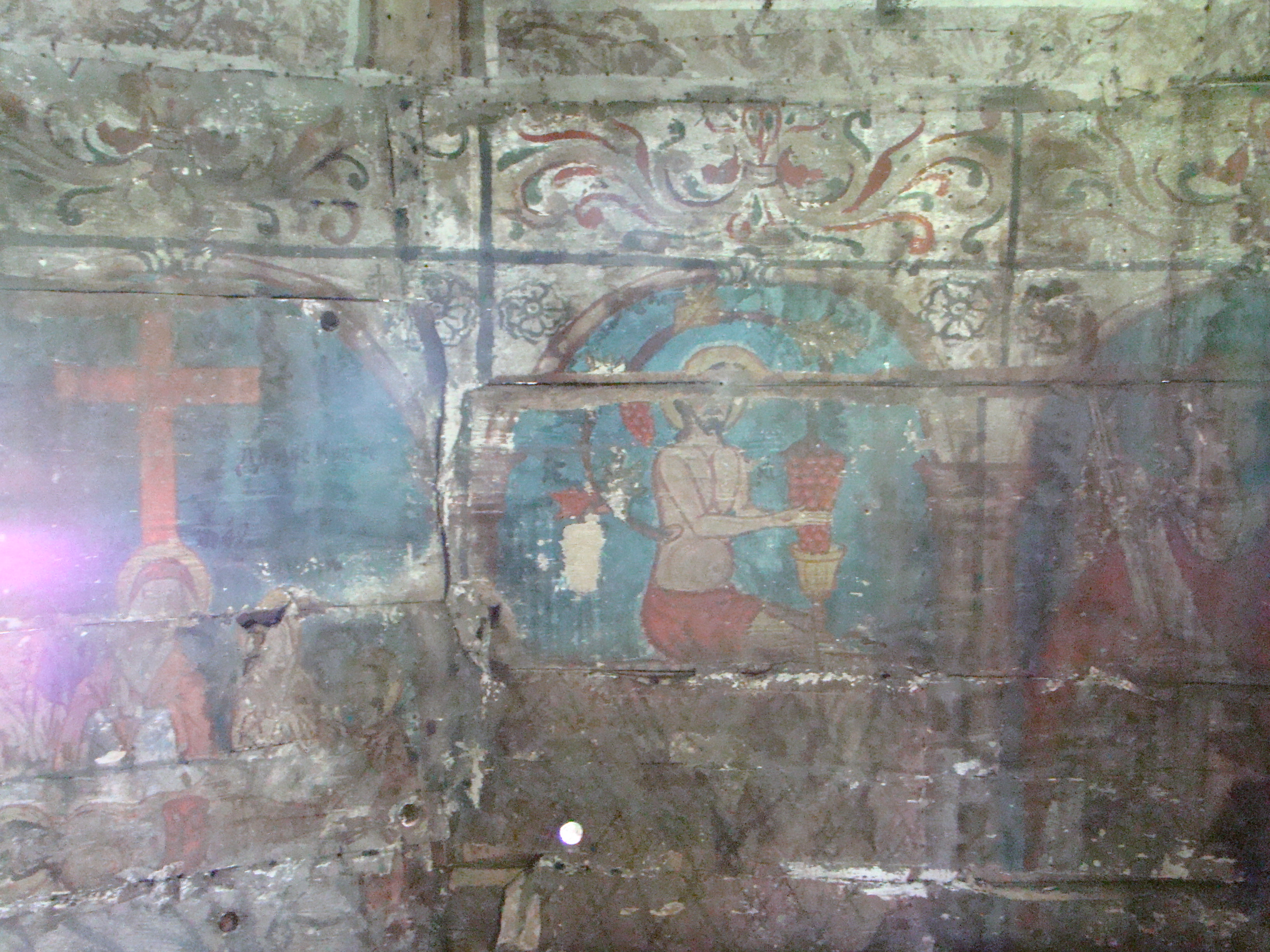
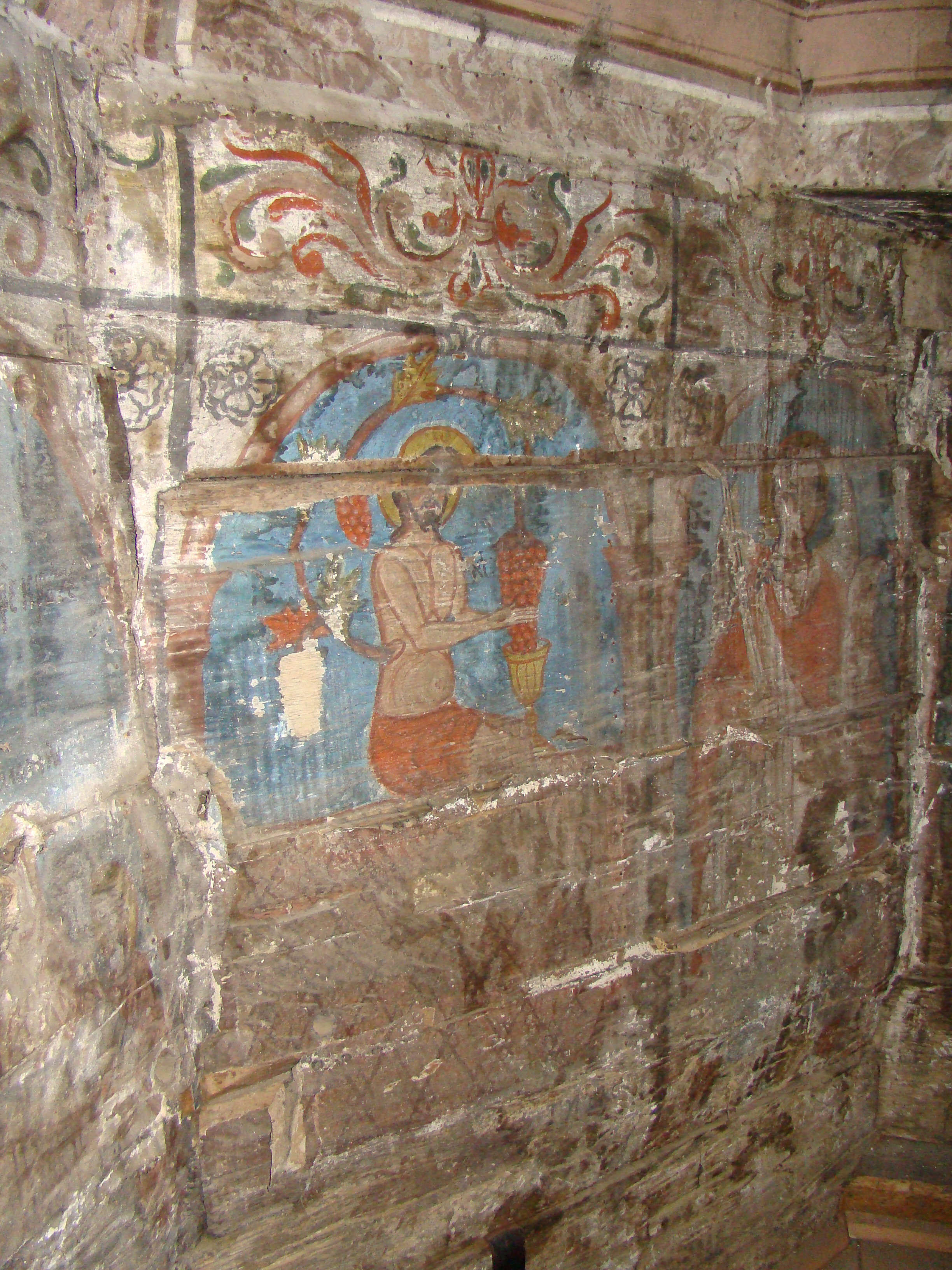
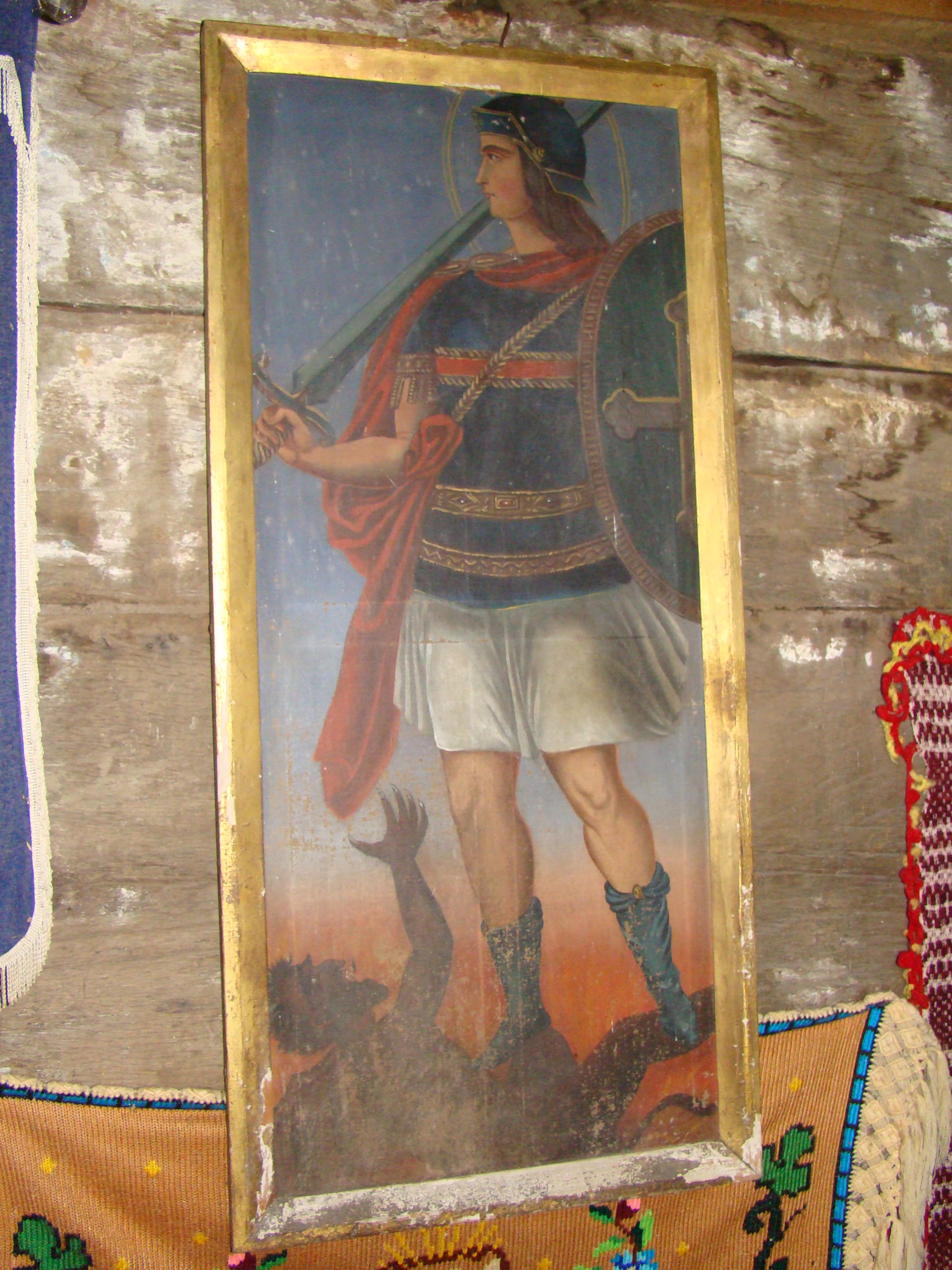
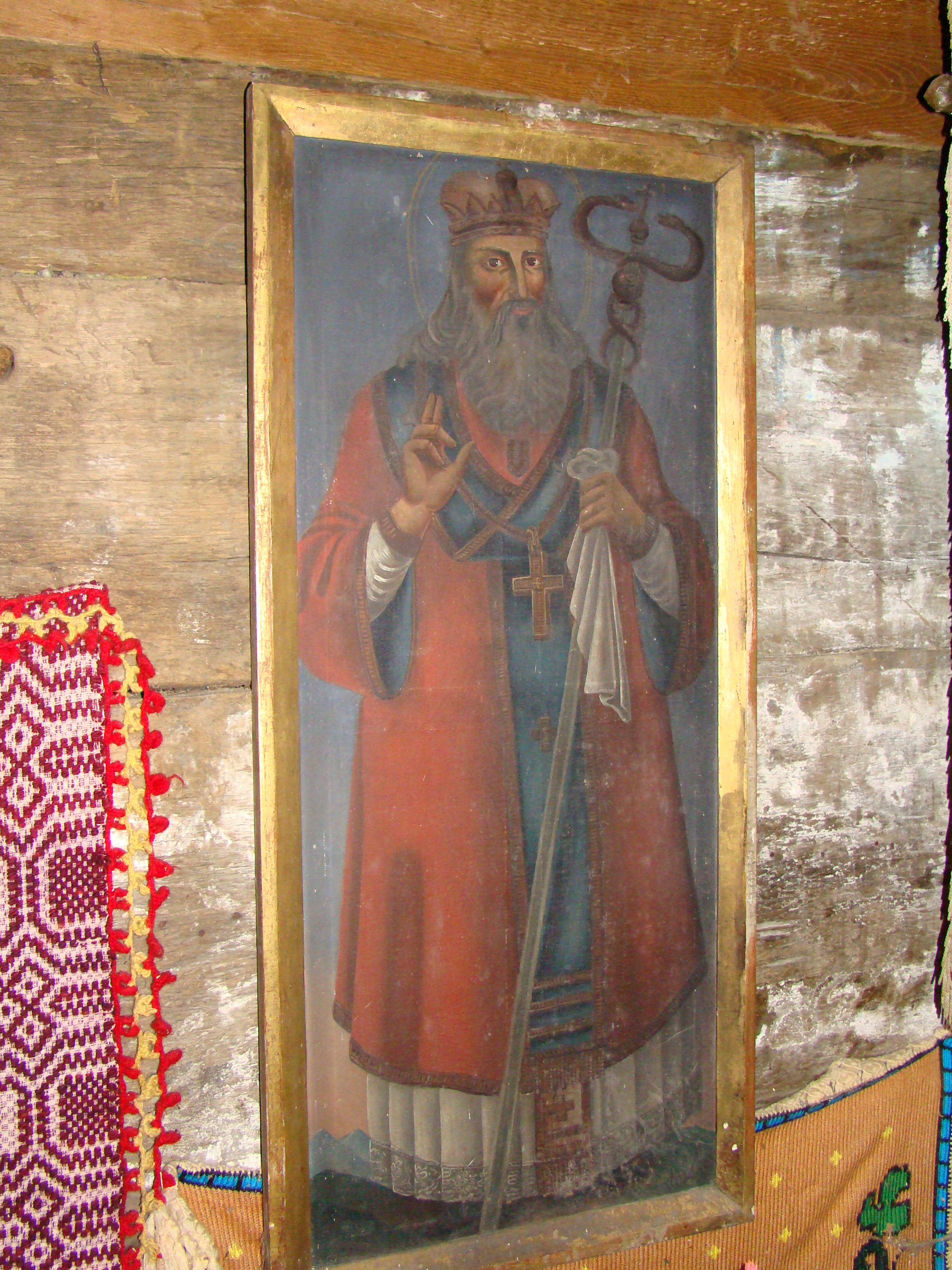
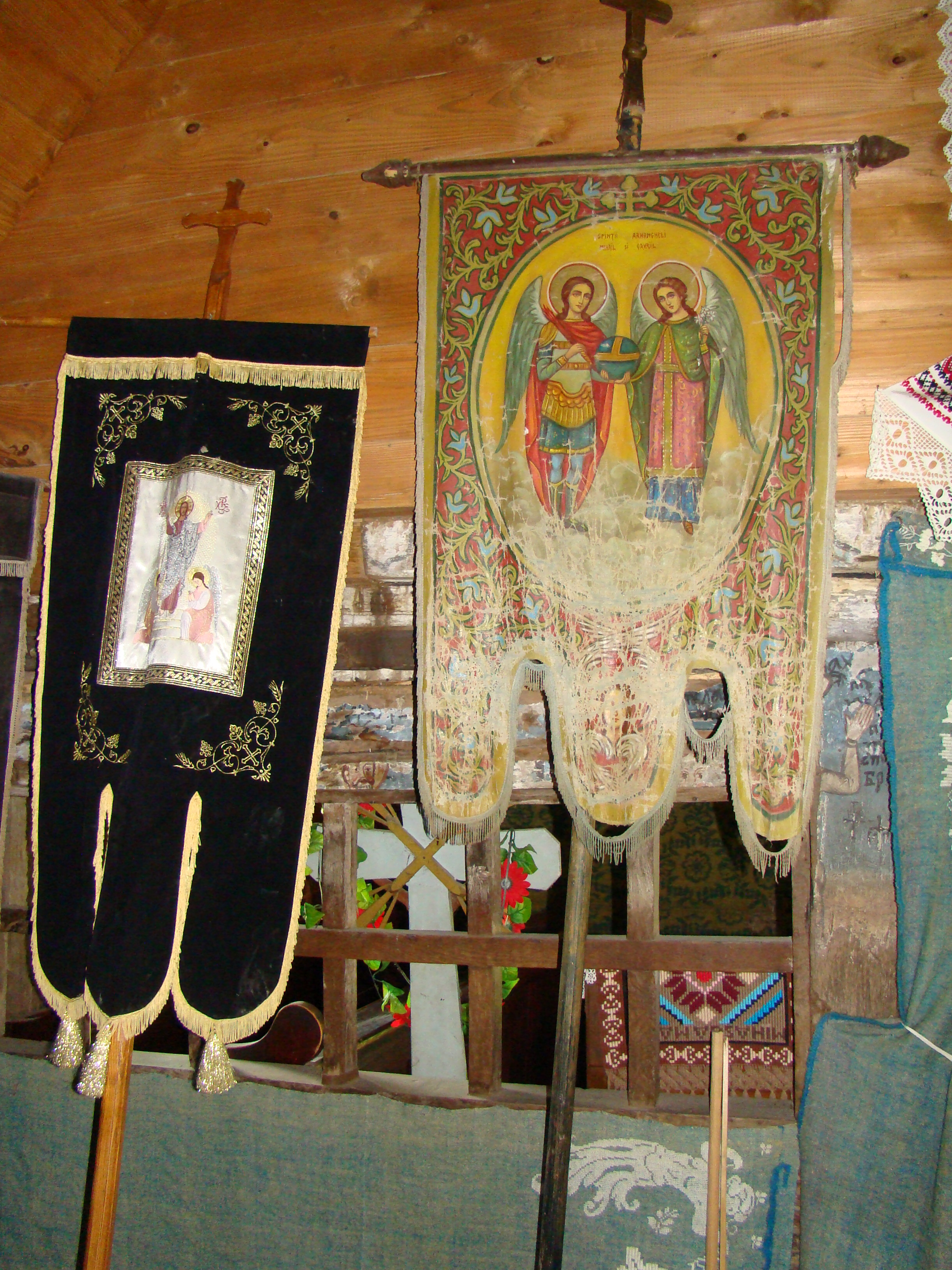
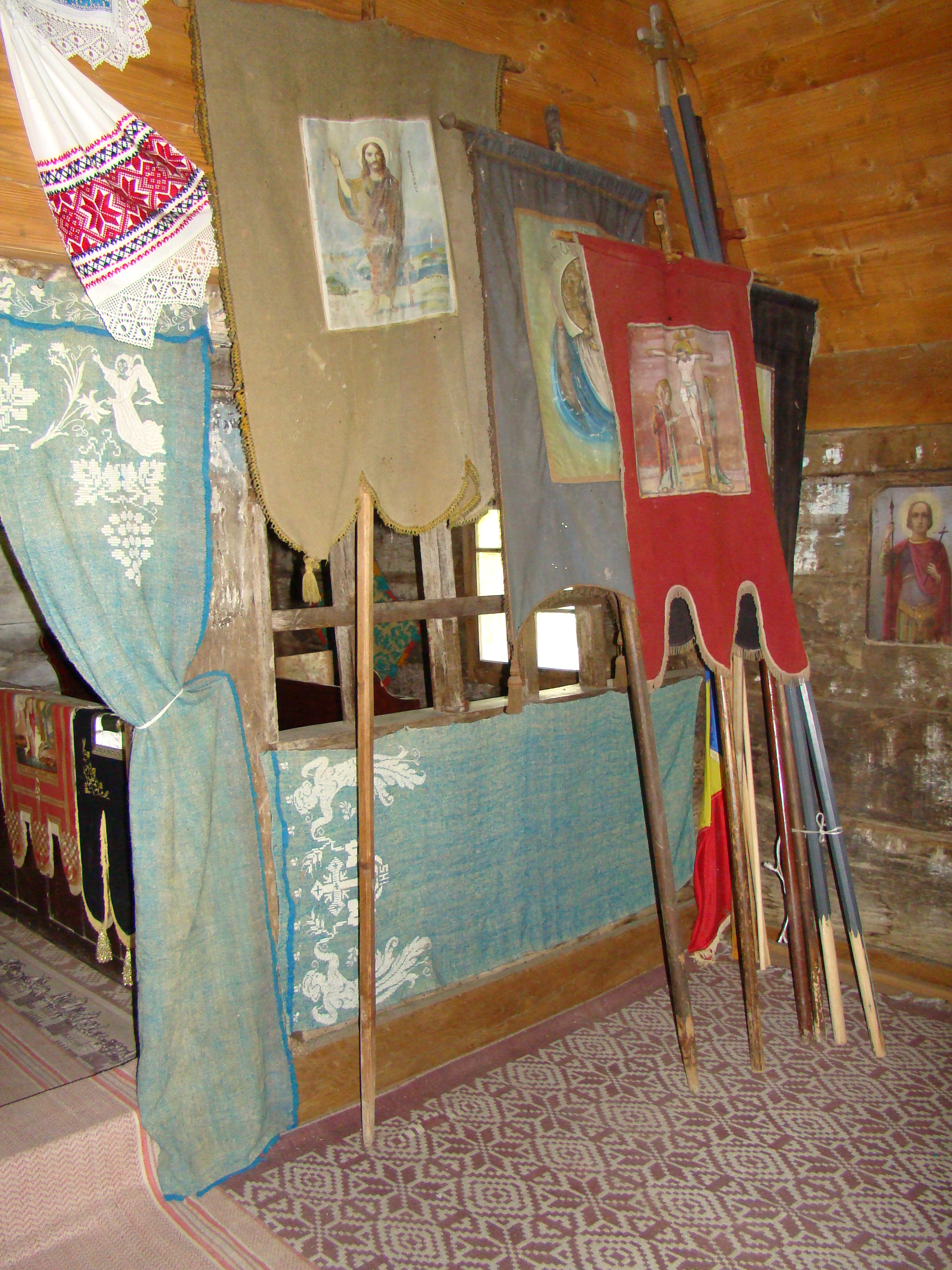
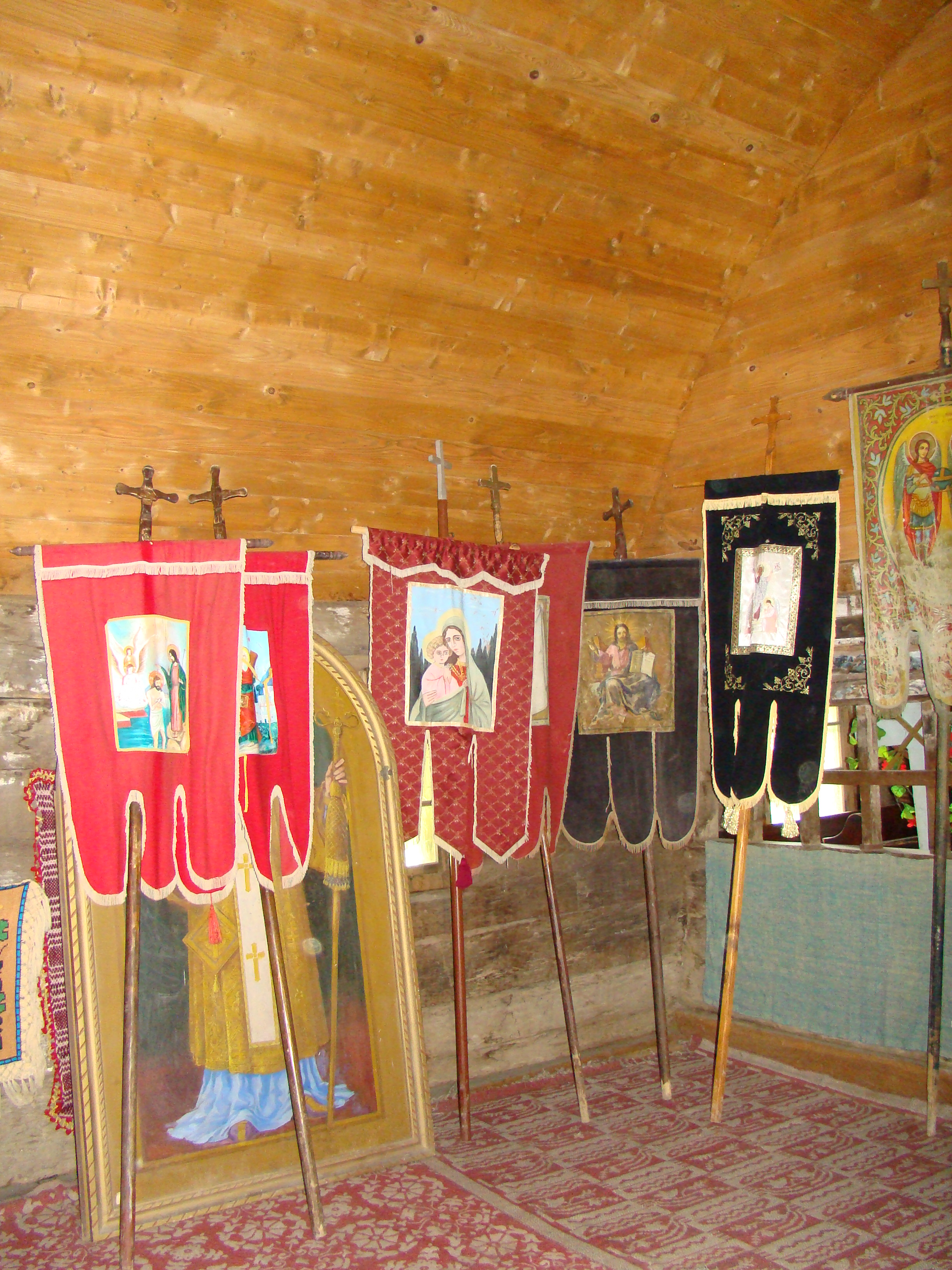
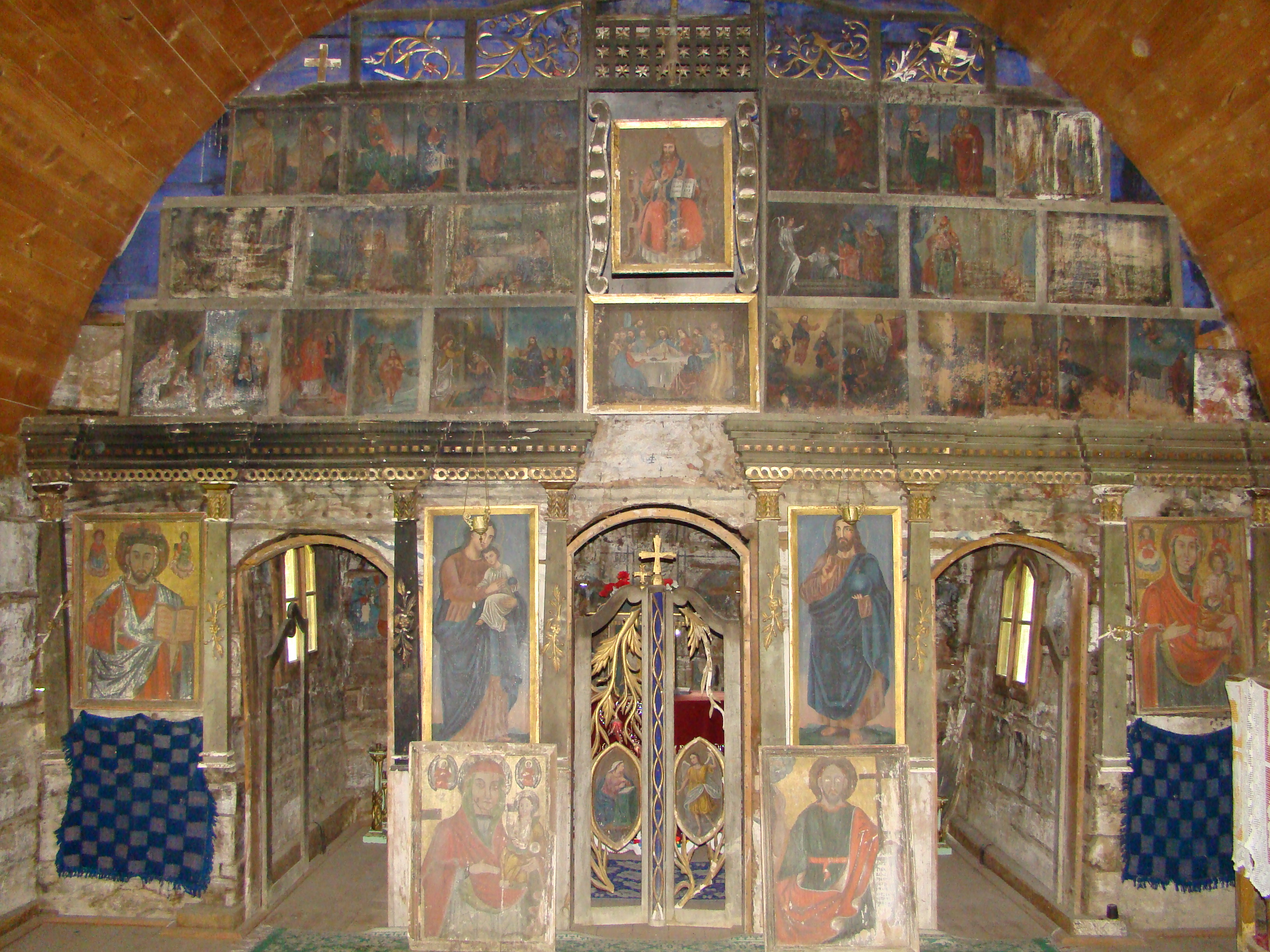